# Economia d'Italia
L'economia d'Italia, che già dalla fine del XIX secolo aveva iniziato a conoscere un certo grado di sviluppo soprattutto nell'area del triangolo industriale, a partire dal secondo dopoguerra ha conosciuto profondi cambiamenti strutturali, che nei decenni successivi l'hanno resa una delle maggiori potenze economiche mondiali grazie a un processo di crescita economica durato continuamente fino agli inizi degli anni 1990.
Durante questa fase, il progressivo ridimensionamento del settore primario (agricoltura, allevamento e pesca) a favore di quello industriale e terziario (in particolare nel periodo del miracolo economico italiano) si è accompagnato a profonde trasformazioni nel tessuto socio-produttivo, in seguito a massicce migrazioni dal Meridione verso le aree industriali del Centro-Nord grazie anche a una nuova forte spinta all'urbanizzazione, legata alla parallela trasformazione del mercato del lavoro. La fase di industrializzazione giunse a compimento negli anni 1980, quando iniziò la terziarizzazione dell'economia italiana, con lo sviluppo dei servizi bancari, assicurativi, commerciali, finanziari e della comunicazione.
A partire dagli anni 1990 l'economia italiana inizia a rallentare e, dagli anni 2000, entra in una fase di sostanziale stagnazione, caratterizzata da una crescita estremamente bassa. Nel 2008-2009, per effetto della Grande recessione, il Paese entra in un periodo di vera e propria recessione, ripresentatasi negli anni 2012-2013 per effetto della crisi del debito sovrano europeo. Dopo un periodo di ripresa, nel 2018-2019 vi è un rallentamento che porta a una sostanziale stagnazione a causa della guerra commerciale tra Stati Uniti e Cina. Nel 2020 l'economia crolla di oltre il 9% a causa della pandemia di COVID-19, per poi riprendersi parzialmente nel 2021.
Attualmente, l'economia italiana si caratterizza da una bassa produttività del lavoro soprattutto a causa dell'elevata burocratizzazione e da un elevato debito pubblico.

## Storia

### Dall'epoca romana all'unità d'Italia

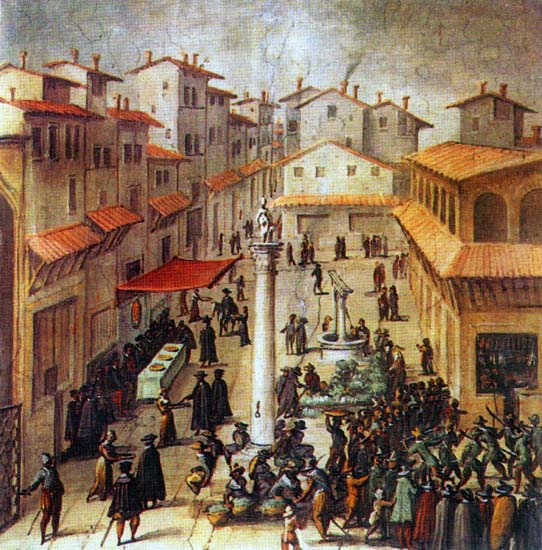
Firenze, Piazza del Mercato Vecchio (1555), affresco di Giovanni Stradano, Palazzo Vecchio, Sala di Gualdrada.

Prima dell'avvento di Roma, l'Italia era abitata da tanti popoli italici, tra cui gli etruschi. Ai tempi dell'Impero, l'Italia romana godette di densità demografica e floridezza economica più elevate rispetto al resto dell'Europa e del bacino del Mediterraneo, specie durante i secoli I e II.  A partire dal III secolo d.C., l'Impero romano si avviò al declino e così il territorio italiano e le sue città.
Durante l'alto medioevo (secoli VII-IX) l'economia era depressa, di semi-sussistenza, e gravitava attorno ai centri feudali. A partire dal X secolo, la popolazione e l'economia italiane cominciarono nuovamente a crescere, assieme ai centri urbani. Si svilupparono col tempo estese reti commerciali che legavano i centri italiani ad un bacino di relazioni dall'Asia all'Europa settentrionale.  Questi centri di attività manifatturiere, finanziarie, mercantili e culturali resero l'economia italiana più prospera degli altri paesi europei.
L'arrivo della peste nera alla metà del 1300 decimò la popolazione, ma fu presto seguita da una rinascita economica. Questa crescita produsse una florida economia rinascimentale, avanzata rispetto agli altri Paesi europei. I settori di punta del territorio italiano erano il tessile (lavorati di lana e seta, ampiamente esportati), i servizi bancari e i trasporti marittimi.
Nel corso del 1600 il sistema economico si indebolì e le imprese legate ai maggiori centri urbani declinarono. Olanda, Inghilterra e Francia assunsero un ruolo economico prominente in Europa e l'Italia perse la posizione dominante nelle esportazioni tessili, nelle intermediazioni finanziarie e nei trasporti marittimi. La stagnazione avviò una frantumazione delle relazioni economiche nell'area italiana.
Tra il Settecento e la metà dell'Ottocento, l'Italia rimase suddivisa in piccoli Stati, spesso sotto dominazione straniera: questo contesto non favorì la crescita e la competitività economiche e commerciali dell'area italiana. Tuttavia, alcuni Stati italiani avviarono importanti riforme economiche che avrebbero avuto implicazioni di lungo termine. Si cominciarono a manifestare chiare differenze socio-economiche tra il nord ed il sud.

### Dall'unità ad oggi

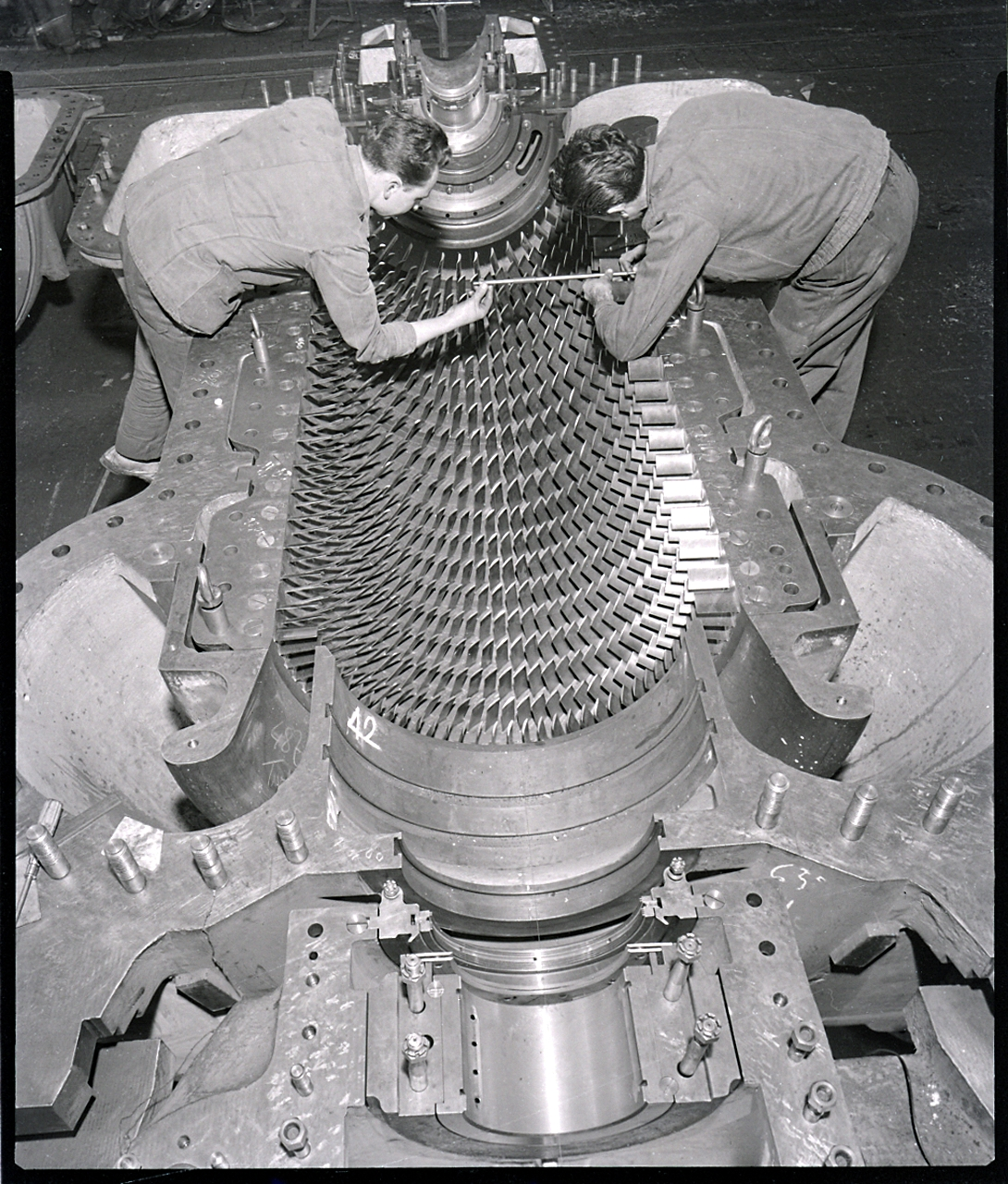
Produzione di una turbina, Milano, 1966 (foto di Paolo Monti). L'espansione dell'industria meccanica è stata uno degli assi portanti della crescita italiana durante gli anni del miracolo italiano.

L'Italia appena unificata era povera e mostrava già marcate differenze sociali tra le sue regioni. Durante i primi trent'anni del Regno, mentre l'Europa si avviò alla seconda rivoluzione industriale, in Italia si costruirono le infrastrutture fisiche e le istituzioni nazionali. Tra il 1873 e il 1895, complessi cambiamenti globali generarono una pesante crisi economica in tutta Europa. L'Italia avviò importanti riforme sociali ed economiche, ma solo dalla fine del secolo, durante la cosiddetta età giolittiana (1899-1914), vide una decisa crescita ed un primo vero decollo industriale.
La prima guerra mondiale (1915-1918) produsse un forte indebitamento e un'inflazione altissima. La ripresa relativamente rapida (1919-1922) fu percorsa da grandi tensioni sociali. Il governo fascista (1922-1943), dopo la svolta politica dittatoriale del 1925, promosse una forte rivalutazione della lira, che causò un riorientamento delle produzioni industriali, assieme a una grave deflazione e alla recessione. Nel 1929 le conseguenze della crisi di Wall Street travolsero il paese. Il governo salvò il sistema finanziario e portò gran parte dell’economia in mano allo stato; accentuò il protezionismo, portandolo poi fino alla politica di autarchia. Le scelte di politica economica produssero una crescita molto bassa per tutti gli anni 1930, molto inferiore a quella delle principali economie occidentali.
Il secondo conflitto mondiale (1940-1945) costò all'Italia numerosissime vittime, immense distruzioni di infrastrutture civili, e un dilaniamento politico e sociale. La ricostruzione fu molto rapida: debito ed inflazione vennero messi sotto controllo in pochissimi anni. Successivamente e fino alla metà degli anni 1960 la crescita rimase molto sostenuta, grazie al contributo di numerosi fattori politici, economici e sociali, sia nazionali, sia internazionali: l'IRI fu l'ente pubblico che si occupò di gestire e coordinare la veloce crescita ed espansione economica e sociale. Questo cosiddetto miracolo italiano fece recuperare il ritardo storico rispetto alle economie più avanzate. La crescita ridusse anche le differenze di reddito nella popolazione e il divario regionale tra nord e sud.
Dalla metà degli anni 1960, l'Italia arrivò alla piena occupazione e la crescita non poteva essere più sostenuta da manodopera a basso prezzo, come era avvenuto fino ad allora. Il sistema politico gestì le forti tensioni sociali e politiche di quegli anni con riforme sociali e un aumento della spesa pubblica. Tra gli ultimi anni 1980 e i primi anni 1990 ci fu una nuova potente ondata di globalizzazione: molti Paesi asiatici emersero sulla scena economica mondiale, i mercati internazionali si aprirono ancor più, e si intensificarono la diffusione di tecnologie e la mobilità internazionale dei capitali. Le produzioni si organizzarono sempre più in complesse filiere diffuse su scala globale. Il 16 marzo 1991 il PIL italiano superò quello francese tanto che l'Italia divenne la quarta potenza economica mondiale.
Il tasso di crescita rimase sostenuto fino alla metà degli anni 1990, quando l'Italia raggiunse lo stesso livello di PIL per abitante delle maggiori economie europee. All'inizio degli anni 1990 l'Italia visse profondi cambiamenti politici, mentre l'Europa rafforzava la propria integrazione e avviava la preparazione dell'unione monetaria. La fase di crescita del debito negli anni 1981-2012 si rivelò alimentata da una spesa pubblica volta a pagare altissimi tassi d'interesse sui titoli di Stato (tassi molto più alti di qualsiasi altra potenza economica in rapporto al tasso d'inflazione), ciò avvenne dal 1981 per via della separazione tra Banca d'Italia e ministero del tesoro che comportò una fortissima diminuzione da parte della banca d'Italia dell'acquisto di titoli di Stato italiani emessi dal ministero del tesoro, mentre Paesi che si stavano sviluppando proprio in quel periodo, come ad esempio il Giappone, non fecero un tale errore, inoltre l'entrata nello SME (un cambio fisso con poco margine di scostamento) subito dopo il periodo di grande inflazione dovuta alla crisi petrolifera degli anni '70-'80 portò l'Italia a pagare interessi sui titoli di Stato altissimi che aveva emesso in quegli anni di elevata inflazione in un periodo in cui già dai primi anni '90 l'inflazione era diminuita fortemente e stando nello SME non poté emettere nuova valuta (altrimenti avrebbe rischiato di non riuscire a rimanerci dentro proprio come non ci riuscì il Regno Unito, che in seguito abbandonò l'idea di entrare nell'Eurosistema) per pagare gli elevati tassi d'interesse sul debito (molto elevati rispetto all'inflazione), di conseguenza l'Italia dovette attuare una politica di austerità che ne impedì la crescita, in particolare la crescita dei consumi (misurata dal PIL), facendo anche l'errore di svendere i beni comuni privatizzandoli, in particolare quelli nell'IRI, cosa che sul lungo periodo ridusse di molti miliardi le entrate fiscali dello Stato, che dovette aumentare la tassazione per poter ottenere le stesse entrate fiscali che otteneva precedentemente. Lo Stato accumulò un debito pubblico imponente e non riuscì a promuovere riforme adeguate al mutato contesto internazionale e ad affrontare le proprie debolezze di fondo
Dagli anni '90 la crescita italiana è stata molto fragile e limitata a causa della privatizzazione dei beni comuni e il rientro nello SME. L'Italia aveva sostenuto precedentemente la propria competitività sviluppando il capitale umano (istruzione e ricerca), e adottando sistemi economici, politici e sociali che favorirono l'innovazione tecnologica, la coesione e fiducia sociali, la capacità di interagire con un mondo sempre più interconnesso e la capacità di adattarsi agilmente ai cambiamenti globali.
Nel 2008-2009 una crisi finanziaria globale scatenò una pesante recessione che durò fino al 2014. La grande recessione ha aumentato la fragilità generale del Paese; le divergenze fra settori dell'economia che hanno saputo crescere, innovare e competere ed altri che sono entrati in declino; e la divergenza fra nord e sud. Il reddito medio per abitante italiano, che nel 1995 aveva raggiunto il 70% di quello statunitense, nel 2019 ne è diventato il 50%: è stato annullato il superamento guadagnato con la lunga rincorsa di alcune delle maggiori economie occidentali durante gli anni 1950-1990.
Nel 2020, a causa delle restrizioni attuate durante la pandemia di COVID-19, il PIL Italiano ha avuto il maggiore calo dalla seconda guerra mondiale, scendendo dell'8,9%. La politica di bilancio ha reagito con decisione alla pandemia con interventi espansivi, tuttavia l'indebitamento è cresciuto al 9,5% rispetto all'1,6% del 2019. Gli effetti delle successive ondate hanno portato a un nuovo calo del PIL nel primo trimestre 2021 (-0,4%). Tuttavia, nel corso dello stesso anno, grazie l'ottimo andamento di una situazione economica in forte ripresa, il PIL è cresciuto del 6,6%, recuperando circa due terzi della perdita del 2020, mentre l'indebitamento netto nelle Amministrazioni Pubbliche ha iniziato a calare fino al 7,2% di fine anno.
Lo scoppio della guerra in Ucraina nel febbraio 2022 aveva portato rincari energetici, tuttavia l'economia Italiana nel 2022 ha vissuto un nuovo periodo di crescita (+3,7%), che ha portato il recupero del PIL perso a causa della pandemia, proseguita nel 2023, tanto che il primo trimestre aveva portato a una prospettiva di crescita del 2%, tanto da arrivare a crescere più velocemente del resto dell'Eurozona.
Secondo i dati di Mediobanca, nel 2022 l'industria ha accresciuto i propri ricavi del 30.9%, mentre la forza lavoro ha perso una quota del potere d'acquisto pari al 22%.

## Struttura economica

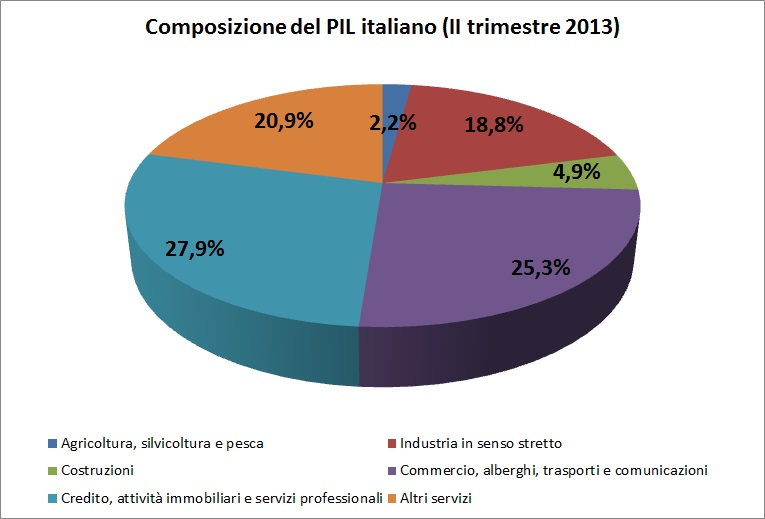
Il PIL italiano del II trimestre 2013 suddiviso tra le. Dati Istat.

L'economia italiana è una delle maggiori al mondo per dimensione; nel 2023 è infatti ottava per prodotto interno lordo nominale mentre al 2020 è undicesima a parità di potere d'acquisto. L'Italia è inoltre un Paese fortemente orientato al commercio estero, essendo decima al mondo per valore delle esportazioni e dodicesima per valore delle importazioni.
L'industria italiana è dominata da piccole e medie imprese (PMI), per lo più di tipo manifatturiero, mentre le grandi imprese sono poche. Si tratta del cosiddetto dualismo industriale. Di recente, le PMI sono state messe sotto pressione dalla crescente concorrenza proveniente dai Paesi emergenti, soprattutto quelli dell'Asia orientale (Cina, Vietnam, Thailandia), che proprio sul settore manifatturiero hanno puntato per il loro sviluppo, grazie al basso costo del lavoro. Le imprese italiane hanno reagito in parte esternalizzando la produzione o delocalizzandola in Paesi in via di sviluppo, in parte puntando su produzione di qualità. Inoltre, a partire dalla fine degli anni '90 l'Italia ha cominciato ad introdurre norme per deregolare il mercato del lavoro, rendendolo particolarmente flessibile.
Il sistema economico italiano è caratterizzato inoltre da alcune peculiarità: l'elevato debito pubblico in proporzione al prodotto interno lordo (nel 2012 al 127%), l'elevata pressione fiscale (nel 2012 attestata al 44%), la presenza di una vasta economia sommersa legata in parte alla corruzione politica e alla criminalità organizzata.
Nel 2017 il reddito pro capite medio lordo mensile (22226 € annuo) è stato pari a 1.852,16 € mentre lo stipendio medio netto pro capite ha superato i 2.215€ (Istat).
L'Italia inoltre nel 2014, in base ai dati delle banche centrali riportati dal Credit Suisse Global Wealth Report Databook October 2014, detiene circa il 5% della ricchezza netta globale e si colloca al settimo posto di poco staccata da Francia, Germania e Gran Bretagna, che hanno più popolazione, con 12.58 trilioni di $. Per ricchezza netta media pro capite è tredicesima al mondo e come mediana terza. In base alle ultime stime della Banca d'Italia ed ISTAT la ricchezza nazionale italiana sarebbe ancor più grande di almeno 0,7 trilioni di € dato che non venivano sino ad ora calcolati alcuni tipi di annessi immobiliari. Questo consentirebbe di superare in valore Germania, Francia e Gran Bretagna considerando la svalutazione della sterlina a partire dal 2016.
Le regioni settentrionali, come la Lombardia e il Veneto, sono spesso caratterizzate da stipendi medi più alti grazie alla concentrazione di industrie manifatturiere, finanziarie e tecnologiche. (Stipendio medio (2023): 35000-40000€ all'anno). Regioni come la Toscana e l'Umbria fondono il fascino storico con l'attività economica. A causa di fattori come il turismo, l'agricoltura e le piccole industrie, gli stipendi medi in Italia centrale possono variare. (Stipendio medio (2023): 30000 - 35000€ all'anno). Infine, le regioni meridionali, tra cui la Calabria e la Sicilia, hanno spesso stipendi medi più bassi rispetto al nord. Le attività economiche qui includono l'agricoltura, il turismo e alcune attività manifatturiere. (Stipendio medio (2023): 25000 - 30000€ all'anno).

## Contabilità nazionale e statistiche

### Misurazione della ricchezza nazionale

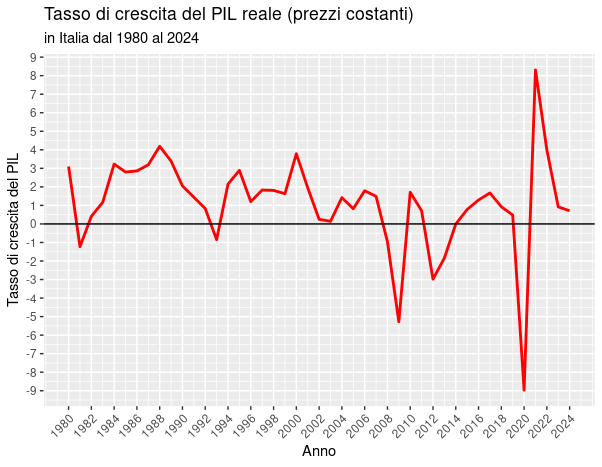
Fonte:[https://www.imf.org/en/Publications/WEO/weo-database/2024/April IMF

Il principale indicatore economico, il PIL (Prodotto Interno Lordo), è stimato a 2058 miliardi di dollari, per il 2022. Il picco massimo è stato raggiunto nel 2007.

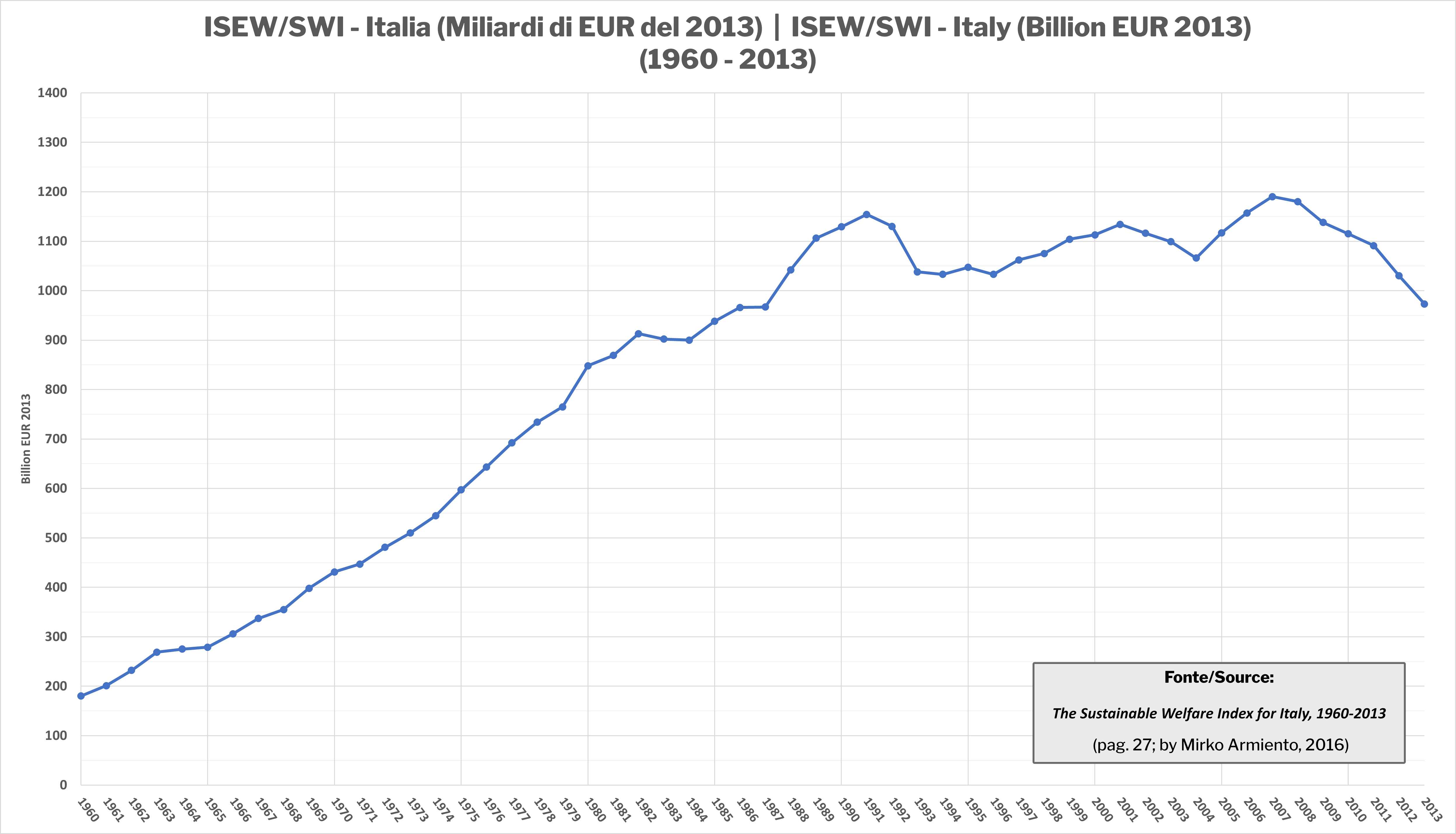
SWI - Italia (1960-2013, in miliardi di euro costanti del 2013).

Il GPI (Genuine Progress Indicator) e altri indicatori derivati (SWI - Sustainable Welfare Index) mostrano un aumento continuo dagli anni '50 fino al 1991, quando si superò i 1100 miliardi di euro (euro costanti del 2013), per poi stagnare all'incirca su tale livello fino al 2007 e infine cominciare a diminuire ininterrottamente.
Secondo l'Eurostat, al 2023 il 63% delle famiglie italiane fatica ad arrivare a fine mese, risultando uno dei Paesi europei con le difficoltà economiche più diffuse, superando Francia, Polonia, Spagna e Portogallo.
Nel 2020, l'anno della pandemia da COVID-19, si è toccato il record di persone in povertà assoluta dal 2005: 5.6 milioni di persone, 1 milione in più rispetto al 2019.
Secondo il Report Povertà 2022 dell'Istat, in Italia vivono in condizioni di povertà assoluta 2.18 milioni di famiglie e 5.6 milioni di persone singole. Secondo il report 2024, relativo al 2023, il numero di poveri è salito 2.2 milioni di famiglie e a 5.8 mln di persone.
Inoltre, 463.000 persone sono costrette a rinunciare a farmaci e cure (+8.43% sul 2023, cui si aggiunge l'incremento dal 2022 al 2023 pari all'11%). Secondo il Rapporto sul Benessere equo e sostenibile (Bes) di Istat, al 2023, 4.5 milioni di italiani hanno rinunciato a curarsi, per motivi economici e in particolare per la lunghezza delle liste d'attesa del SSN.

### Indicatori finanziari

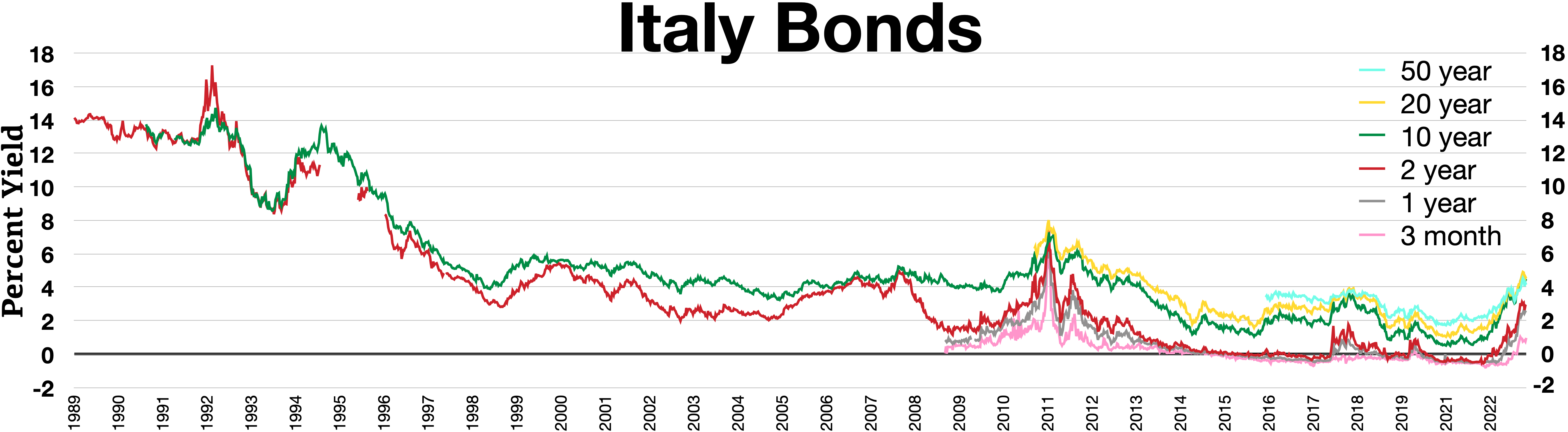
Tasso d'interesse dei bond italiani, di ogni durata (dai 50 anni ai 3 mesi), 1989 - 2022.

Il tasso d'interesse dei titoli di Stato italiani (BOT) è stato a lungo tempo al 10% e oltre (come molti altri paesi occidentali), per poi cominciare a diminuire stabilmente dal 1993 (tranne una momentanea ascesa del 1994) e attestarsi su una media del 4-5% dal 1999 al 2013 (con picco massimo nel 2011-2012 a causa della crisi del debito sovrano italiano).

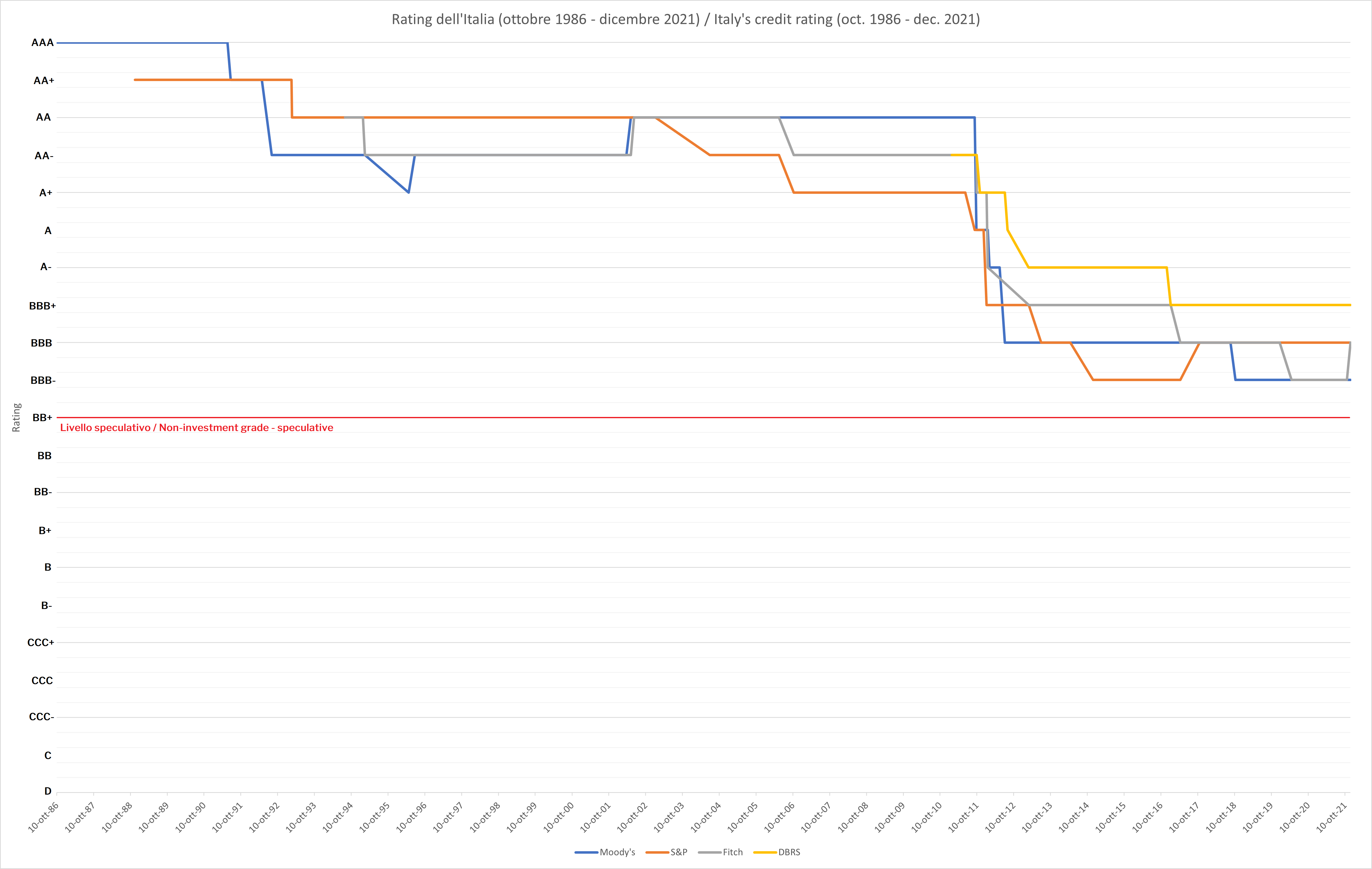
Rating sovrano dell'Italia (1986 - 2021).

La valutazione (rating) del debito pubblico italiano da parte delle agenzie di valutazione internazionali è stata massima (AAA) fino alla fine degli anni '80 e molto alta (AA+/-) fino al 2011, per poi subire continui declassamenti nel 2012 e attestarsi stabilmente da allora sul livello BBB+/-.

## Settore primario: agricoltura, allevamento, pesca, estrazione

### Agricoltura
L'ente nazionale che si occupava della gestione dell'agricoltura in generale era la Federconsorzi, fino al 1991.
La superficie agricola italiana è pari a 17,8 milioni di ettari, di cui 12,7 utilizzati. La superficie agricola utilizzata si concentra soprattutto nel Mezzogiorno (45,7%). Da notare che il 10% della manodopera agricola è straniera.
Nel 2022 il valore complessivo della produzione agricola era pari 71,2 miliardi di euro. Per quanto riguarda la produzione vegetale, che incide per 25,1 miliardi, i maggiori prodotti in termini di valore sono stati il vino (1803 milioni di euro), il granoturco (1434), l'olio (1398) e i pomodori (910). Per quantità prodotte, invece, i prodotti principali dell'agricoltura italiana sono il granoturco (84 milioni di quintali), i pomodori (66), il frumento duro (38) e l'uva da vino (35).
Al 2016 il fatturato del settore agroalimentare (comprensivo di Selvicoltura, pesca e Bevande) è stato stimato al valore dei 130 miliardi di euro, occupando circa 385.000 persone e confermandosi in linea con i dati tendenziali del quadriennio precedente. Il fatturato aggregato delle imprese di settore al 2017 si attesta intorno ai 135 miliardi di euro.

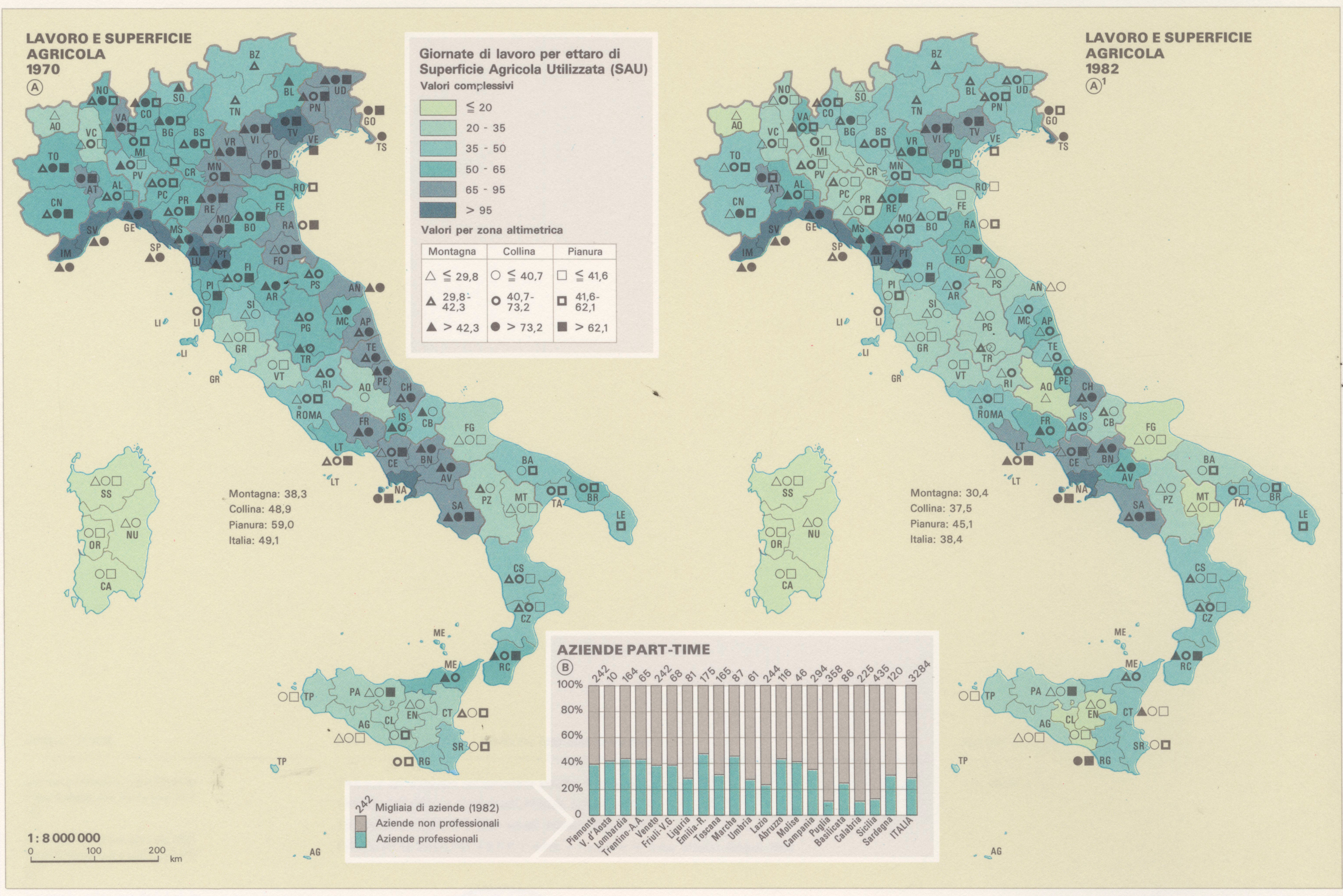
Lavoro e superficie agricola nel 1970 e 1982.
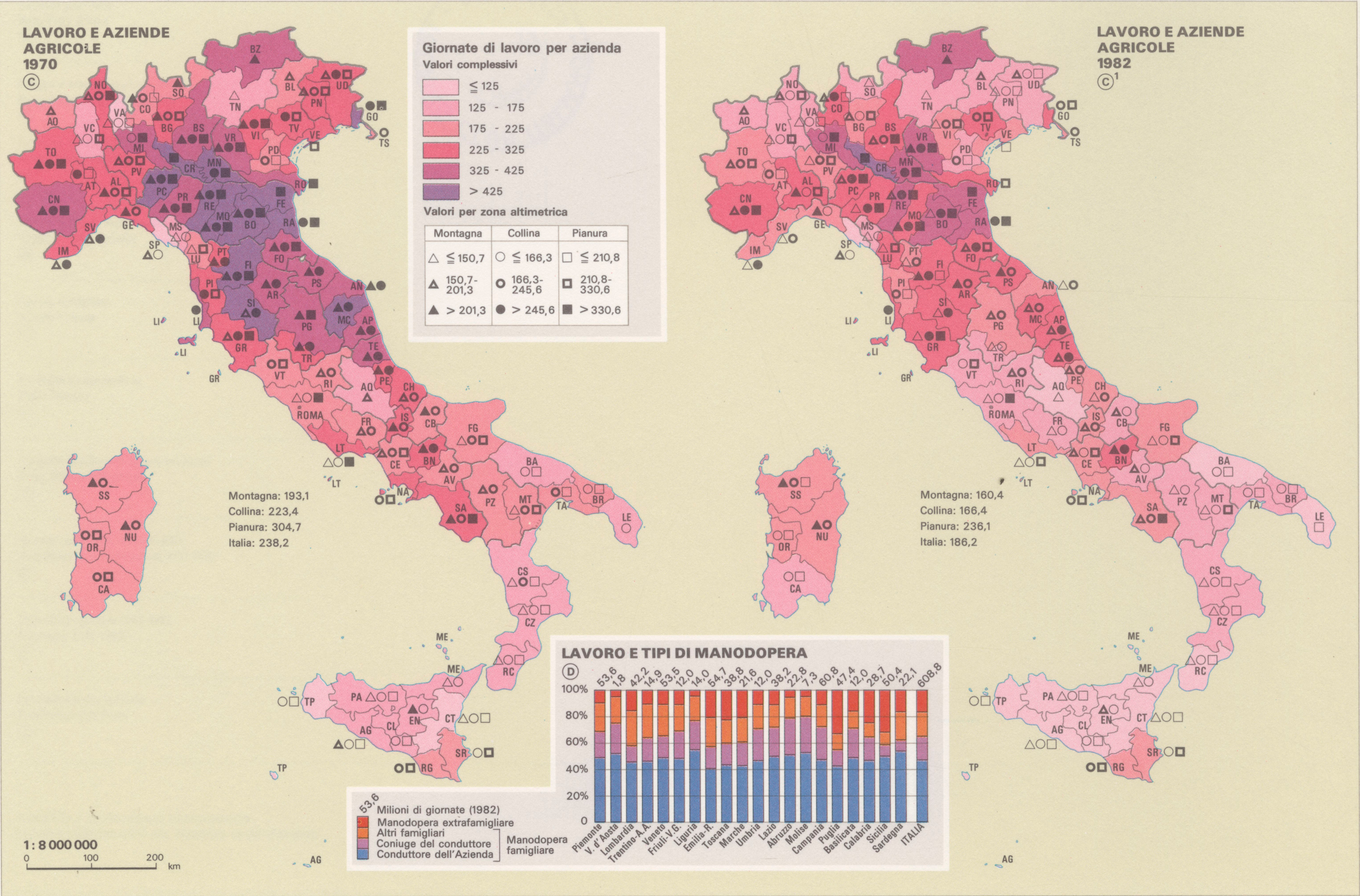
Lavoro e aziende agricole nel 1970 e 1982: giornate di lavoro per azienda e (in basso) tipi di manodopera.

#### Problemi

##### Fattori naturali
L'agricoltura italiana è penalizzata da diversi fattori ambientali; se non ci fossero questi ultimi, le attività agricole potrebbero avere una maggiore produttività.
| Nome                                  | Descrizione |
| ------------------------------------- | --- |
| Morfologia del suolo                  | Essendo il territorio italiano costituito solo dal 23% di pianure, risulta difficoltoso nei campi italiani l'impiego di mezzi meccanici motorizzati e dei trasporti dei prodotti agricoli. Anche se alcune colture sono possibili in montagna, queste ultime rendono di meno rispetto alle stesse in pianura. |
| Composizione dei suoli                | In montagna, dove è possibile praticare l'agricoltura, i suoli sono generalmente poveri di sali minerali e di humus. Anche la terra rossa, tipica delle doline e delle zone carsiche, e la zona ciottolosa dell'alta pianura padano-veneta, sono poco fertili. Scarsi, di fatto, i terreni naturalmente fertili: - quelli situati nella bassa Padania e nelle altre pianure alluvionali - quelli di origine vulcanica, come la pianura campana e la piana di Catania |
| Clima                                 | Talvolta, le colture nelle zone litoranee possono essere danneggiate dai venti marini. Nelle zone montane più elevate, alcune colture non sono possibili e il freddo riduce la durata del ciclo vegetativo. Nella penisola e nelle isole, la scarsità di piogge è presente nei periodi più caldi, da maggio a settembre, proprio quando le piogge rivestono notevole importanza per le colture arboree ed erbacee. Al sud, come se non bastasse, le elevate temperature fanno evaporare più rapidamente l'acqua, riducendo o addirittura annullando tutti i vantaggi riportati dalle piogge. |
| Corsi d'acqua                         | Nelle regioni centro-meridionali e nelle isole, i corsi d'acqua scarseggiano e, se sono presenti, di solito hanno un regime torrentizio. L'agricoltura, spesso, si attinge dai corsi d'acqua per irrigare i campi. |
| Cambiamenti climatici negli anni 2010 | Infine, negli anni 2010 l'agricoltura italiana è stata danneggiata dai cambiamenti climatici. Infatti, questi ultimi hanno causato a tale attività agricola danni per 14 miliardi di euro, per via dell'alternarsi dei fenomeni estremi, come lunghi periodi di siccità o violente ondate di maltempo, che hanno arrecato gravi danni alle colture. |

##### Agricoltura di sussistenza
In molte regioni italiane si pratica ancora l'agricoltura di sussistenza: nel Molise, ad esempio, dove i terreni sono montuosi, collinari e aridi, l'agricoltura è generalmente organizzata in aziende di modeste dimensioni, pertanto quest'attività agricola è scarsamente meccanizzata e razionalizzata.

### Allevamento
Nel comparto della produzione di origine animale spiccano latte di vacca e di bufala (4.040 milioni di euro per 11.200 migliaia di tonnellate), carni bovine (3.109 e 1.409 rispettivamente), carni suine (2.459 e 2.058) e pollame (2.229 e 1.645).
I bovini risultato il punto debole dell'allevamento italiano, mentre è stabile quello degli ovini e dei caprini ed è in espansione quello dei suini, dei conigli e del pollame.

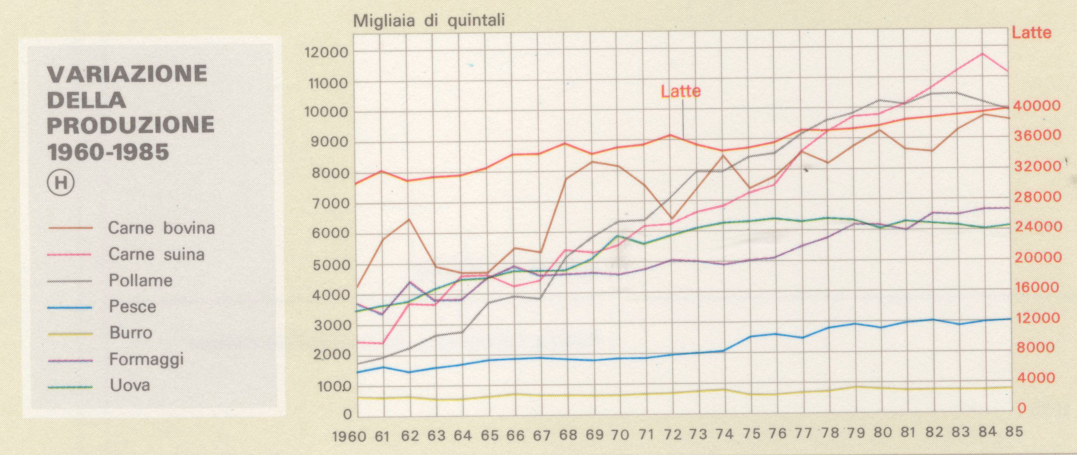
Variazione della produzione di carni e derivati in Italia dal 1960 al 1985.

### Auto-approvvigionamento da parte dell'agricoltura e dell'allevamento
L'Italia non è autosufficiente nel settore agroalimentare: infatti, nonostante la diversità dei prodotti agricoli coltivati da essa, la bilancia commerciale agroalimentare è in perdita dal 1970. Comunque il saldo negativo della bilancia agroalimentare ha mostrato un sensibile miglioramento nel periodo 2007-2011 (-11,3%), dovuto più al miglioramento del saldo negativo della bilancia dell'industria alimentare (-4,2%) che non al peggioramento di quello del settore agricolo (+28,1%). Inoltre il saldo negativo della bilancia agroalimentare, dovute a cause strutturali, diminuisce in fasi recessive e aumenta in fasi espansive. Solo nel 2021 questo problema sembra risolto, dal momento che nei primi sei mesi di quell'anno le esportazioni sono state di 24,81 miliardi di euro, a fronte di 22,95 miliardi per le importazioni. Nel 2022, però, secondo Nomisma, la bilancia agroalimentare è tornata deficitaria per oltre un miliardo di euro.

#### Percentuali del fabbisogno agroalimentare coperto dalla produzione nazionale
|                                                                          | 1991 | 1992 | 1993 | 1994 | 1995 | 1996 | 1997 | 1998 | 1999 | Media anni 1991-1999 |
| ------------------------------------------------------------------------ | ---- | ---- | ---- | ---- | ---- | ---- | ---- | ---- | ---- | -------------------- |
| Ministero delle Politiche Agricole, Alimentari e Forestali su dati ISTAT | 89%  | 91%  | 92%  | 91%  | 88%  | 88%  | 86%  | 86%  | 87%  | 88,7%                |

Anni 2000
|                                                                          | 2000 | 2001 | 2002 | 2003 | 2004 | 2005 | 2006 | 2007 | 2008 | 2009 | Media anni 2000 |
| ------------------------------------------------------------------------ | ---- | ---- | ---- | ---- | ---- | ---- | ---- | ---- | ---- | ---- | --------------- |
| Ministero delle Politiche Agricole, Alimentari e Forestali su dati ISTAT | 87%  | 85%  | 82%  | 80%  | 83%  | 85%  | 82%  | 83%  | 85%  | 81%  | 83,6%           |

Anni 2010
|                                                                          | 2010 | 2011 | 2012 | 2013 | 2014 | 2015  | 2016  | 2017  | 2018  | 2019  | Media anni 2010 |
| ------------------------------------------------------------------------ | ---- | ---- | ---- | ---- | ---- | ----- | ----- | ----- | ----- | ----- | --------------- |
| Centro Studi Confagricoltura (su dati ISMEA)                             | -    | -    | 83%  | 83%  | 76%  | 78%   |       |       |       |       | vedi sotto      |
| Centro Studi Confagricoltura (3 luglio 2020)                             | -    | -    | -    | -    | -    | 81,4% | 83,3% | 77,8% | 82,2% | 77,6% |                 |
| Coldiretti                                                               | -    | -    | 75%  | -    | -    | -     |       |       |       |       | vedi sotto      |
| Ministero delle Politiche Agricole, Alimentari e Forestali su dati ISTAT | 79%  | 82%  | -    | -    | -    | -     |       |       |       |       | vedi sotto      |
| Media fra questi valori                                                  | 79%  | 82%  | 79%  | 83%  | 76%  | 79,7% | 83,3% | 77,8% | 82,2% | 77,6% | 80,0%           |

Legenda:
- In rosso gli anni nei quali la produzione copre almeno il 50%, ma meno dell'80%, delle richieste interne
- In giallo gli anni nei quali la produzione copre almeno l'80%, ma meno del 100%, delle richieste interne

#### Produzioni sufficienti alle richieste interne
Gli unici prodotti agricoli che sono risultati sufficienti ai consumi interni sono:
- riso, pomodoro nel 2012-2013[62][70][71]
- agrumi dal 2012 al 2019 secondo il rapporto del Centro Studi Confagricoltura[68][72] (secondo un rapporto Coop, però, hanno coperto il 98% del fabbisogno nel 2013[62])
- frutta fresca dal 2012 al 2019 secondo il rapporto del Centro Studi Confagricoltura[68][72]
- vino dal 2012 al 2019 secondo il rapporto del Centro Studi Confagricoltura[68][72]

Secondo Nomisma, al 2023 l'Italia è autosufficiente solo per carne avicola, vino e frutta.

#### Produzioni non sempre sufficienti alle richieste interne
Alcuni prodotti, in base agli anni, possono essere sufficienti o meno al fabbisogno interno.
Ne sono un esempio gli ortaggi i quali, secondo il rapporto del Centro Studi Confagricoltura (su Dati Ismea): hanno coperto il 98% del fabbisogno nel 2013 e il 99% nel 2015; mentre nel 2012 e nel 2014 erano appena sufficienti e nel 2016 poco più che sufficienti..
Secondo un altro rapporto del Centro Studi Confagricoltura (3 luglio 2020), gli ortaggi hanno coperto dal 94% al 99% negli anni dal 2015 al 2019.

#### Produzioni insufficienti alle richieste interne
Tutti gli altri prodotti agroalimentari devono essere importati perché non sono sufficienti alle richieste interne, alcuni anche nettamente insufficienti.

##### Cereali
|              | 2012 | 2013    | 2014 | 2015 | 2016 | 2017 | 2018 | 2019   | Note                                                      |
| ------------ | ---- | ------- | ---- | ---- | ---- | ---- | ---- | ------ | --------------------------------------------------------- |
| grano duro   | 76%  | 65%-73% | 62%  | 70%  |      |      |      |        | importato da Canada, Stati Uniti, Sudamerica              |
| grano duro   |      |         |      | 70%  | 73%  | 73%  | 72%  | 62%    | Fonte: Centro Studi Confagricoltura (3 luglio 2020)       |
| grano tenero | 44%  | 38%-45% | 40%  | 39%  |      |      |      |        | importato da Canada, Francia, Australia, Messico, Turchia |
| grano tenero |      |         |      | 39%  | 36%  | 35%  | 33%  | 36%    | Fonte: Centro Studi Confagricoltura (3 luglio 2020)       |
| mais         | 75%  | 67%-81% | 67%  | 66%  |      |      |      |        |                                                           |
| mais         |      |         |      | 64%  | 60%  | 53%  | 52%  | 50%    | Fonte: Centro Studi Confagricoltura (3 luglio 2020)       |
| orzo         | 66%  | 56%-59% | 58%  | 60%  |      |      |      |        |                                                           |
| orzo         |      |         |      | 60%  | 57%  | 59%  | 64%  | 68%68% | Fonte: Centro Studi Confagricoltura (3 luglio 2020)       |
| semi di soia |      |         |      | 54%  | 44%  | 43%  | 42%  | 34%    | Fonte: Centro Studi Confagricoltura (3 luglio 2020)       |
| soia         | 27%  | 32%     | 41%  | 54%  |      |      |      |        |                                                           |

Complessivamente nel 2012 l'Italia ha importato circa 11 milioni di tonnellate di cereali su circa 17 milioni di tonnellate richieste dal fabbisogno cerealicolo italiano.

##### Altri prodotti agricoli
|                       | 2012 | 2013          | 2014           | 2015  | 2016  | 2017  | 2018  | 2019  | Note |
| --------------------- | ---- | ------------- | -------------- | ----- | ----- | ----- | ----- | ----- | --- |
| frutta in guscio      | 59%  | 48%           | 54%            | 49%   | 47%   |       |       |       | |
| frutta in guscio      |      |               |                | 52%   | 49%   | 52%   | 51%   | 47%   | Fonte: Centro Studi Confagricoltura (3 luglio 2020) |
| girasole              | 49%  | 54%           | 60%            | 62%   |       |       |       |       | |
| legumi                | 33%  | insufficiente | n.d.           |       |       |       |       |       | importati principalmente da Stati Uniti, Canada, Messico, Argentina, Medio Oriente e Cina. Causa: drastica riduzione delle relative coltivazioni a partire dagli anni '50 |
| olio d'oliva          |      |               |                | 40,2% | 84,7% | 42,0% | 75,7% | 38,0% | Fonte: Centro Studi Confagricoltura (3 luglio 2020) |
| olio di oliva e sansa | 77%  | 74%-78%       | 76%            | 38%   | 86%   |       |       |       | nonostante l'Italia ne è stato il secondo produttore mondiale ed europeo dopo la Spagna nel periodo 2004-2005, comunque il maggior consumatore mondiale nel 2003          |
| patate                | 69%  | 80%           | 92% (+15% YoY) |       |       |       |       |       | Al 2014 la produzione è di 15 milioni di quintali di patate, mentre la richiesta è di 20 milioni di quintali.                                                             |
| semi di girasole      |      |               |                | 62%   | 0,6%  | 53%   | 53%   | 57%   | Fonte: Centro Studi Confagricoltura (3 luglio 2020) |
| zucchero              | 34%  | 24%           |                |       |       |       |       |       | importato soprattutto dal Brasile |

#### Auto-approvvigionamento da parte dell'allevamento
Anche i prodotti dell'allevamento, in generale, coprono parzialmente il fabbisogno interno. Questa è la tabella delle percentuali del fabbisogno coperto dalla produzione nazionale.
|                         | 2012 | 2013 | 2014 | 2015  | 2016  | 2017  | 2018  | 2019  | Fonti                                        |
| ----------------------- | ---- | ---- | ---- | ----- | ----- | ----- | ----- | ----- | -------------------------------------------- |
| Burro                   | 70%  | -    | -    | -     | -     |       |       |       |                                              |
| Carni                   | 72%  | -    | -    | -     | -     |       |       |       |                                              |
| Carni avicole           | 108% | 108% | 107% | 107%  | 110%  |       |       |       |                                              |
| Carni avicole           |      |      |      | 107%  | 110%  | 108%  | 107%  | 108%  | Centro Studi Confagricoltura (3 luglio 2020) |
| Carne bovina            | -    | 76%  | 53%  | 54%   | 55%   |       |       |       |                                              |
| Carne bovina            |      |      |      | 52,6% | 52,1% | 52,9% | 52,2% | 50,4% | Centro Studi Confagricoltura (3 luglio 2020) |
| Carni ovicaprine        | -    | -    | 22%  | 35%   | 31%   |       |       |       |                                              |
| Carni ovicaprine        |      |      |      | 34,9% | 33,4% | 32,8% | 35,6% | 35,8% | Centro Studi Confagricoltura (3 luglio 2020) |
| Carne di pollame        | -    | 108% | -    | -     | -     |       |       |       |                                              |
| Carni suine e salumi    | -    | -    | 58%  | 61%   | 64%   |       |       |       |                                              |
| Carni suine e salumi    |      |      |      | 61,3% | 64,3% | 63,0% | 61,7% | 63,8% | Centro Studi Confagricoltura (3 luglio 2020) |
| Formaggi                | 86%  | -    | -    | -     | -     |       |       |       |                                              |
| Formaggi duri           | -    | 134% | -    | -     | -     |       |       |       |                                              |
| Latte                   | 64%  | 44%  | -    | -     | -     |       |       |       |                                              |
| Lattiero-caseari        |      |      |      | 71%   | 76%   | 80%   | 78%   | 78%   | Centro Studi Confagricoltura (3 luglio 2020) |
| Latte bovino e derivati | 68%  | 69%  | 70%  | 71%   | 76%   |       |       |       |                                              |
| Miele                   | 64%  | -    | -    | -     | -     |       |       |       |                                              |
| Uova                    | 101% | 100% | -    | -     | -     |       |       |       |                                              |

Legenda:
- In rosso scuro i prodotti la cui produzione copre meno del 50% delle richieste interne in un determinato anno
- In rosso i prodotti la cui produzione copre almeno il 50%, ma meno dell'80%, delle richieste interne in un determinato anno
- In giallo i prodotti la cui produzione copre almeno l'80%, ma meno del 100%, delle richieste interne in un determinato anno
- In verde i prodotti la cui produzione raggiunge o eccede le richieste interne in un determinato anno

Fonti:
- Ministero delle Politiche Agricole, Alimentari e Forestali[67][70][77]
- Centro studi Confagricoltura (su dati ISMEA)[67]
- Coop[62]

#### Cause del problema
Oltre ai problemi già discussi, quelli che riducono la produttività dei campi, abbiamo altre cause dell'insufficienza agro-alimentare in Italia.
| Nome                                                                              | Dettagli |
| --------------------------------------------------------------------------------- | --- |
| Deficit di suolo agricolo dovuto al progressivo abbandono e alla cementificazione | Nel 2012 l'Italia aveva bisogno di 61 milioni di ettari di terreno agricolo utilizzato per coprire i consumi della propria popolazione, mentre la superficie di tale terreno superava all'epoca di poco i 12 milioni. Secondo i dati raccolti da Coop, la superficie coltivabile è diminuita da 18 milioni di ettari nel 1970 a 13 milioni di ettari nel 2013, al contrario della popolazione, cresciuta invece del 10%. Questa è la causa principale di questo problema. Infatti, secondo Ivano Vacondio, presidente di Federalimentare, la percentuale di autoapprovvigionamento alimentare è scesa dal 90% del 2000 all'83% del 2020 a causa della perdita da 17 a 35 mila ettari coltivabili all'anno dal 1990 al 2017. |
| Sprechi alimentari                                                                | In Italia vengono sprecati in media 149 kg/pro capite all'anno di cibo, con una perdita di circa 450 euro all'anno per famiglia. Secondo il Barilla Center for Food and Nutrition, vengono sprecati dai 10 ai 20 milioni di tonnellate di cibo per un valore di circa 37 miliardi di euro. Secondo la Coldiretti, tutto il cibo sprecato servirebbe a sfamare 44 milioni di persone, circa tre quarti di tutta la popolazione italiana. Inoltre, il cibo sprecato contribuisce a sprecare acqua, terra e fertilizzanti necessari a riprodurre il cibo. Secondo l'Osservatorio Waste Watcher, è previsto che nel 2024 gli italiani sprecheranno l'8% in più del cibo rispetto al 2023, più di 13 miliardi di euro.           |
| Politiche restrittive dell'Unione Europea                                         | Sono stabilite specifiche quote di produzione per determinati prodotti (vedasi le quote latte o quella delle arance in Sicilia). |

#### Auto-approvvigionamento agro-alimentare a livello regionale
Come è facile capire, ci sono regioni italiane la cui agricoltura non è in grado di soddisfare le richieste interne.
La Lombardia, ad esempio, nel 2012 è stata in grado di soddisfare solo per il 60% il fabbisogno agro-alimentare interno.
Per contro il Molise, nonostante l'agricoltura di sussistenza, riesce generalmente a soddisfare il fabbisogno agro-alimentare interno, anche se solo una piccola parte dei prodotti agro-alimentari viene esportata.
Solo il Piemonte e Valle d'Aosta registrano una bilancia positiva sia per quella agroalimentare sia per il resto della bilancia commerciale. Anche se la bilancia non agroalimentare è negativa, la Sicilia, la Campania e il Trentino-Alto Adige hanno una bilancia agroalimentare positiva.

### Pesca
La produzione complessiva della pesca marittima e lagunare, comprensiva di crostacei e molluschi, si attesta nel 2010 a 2.247 milioni di euro.

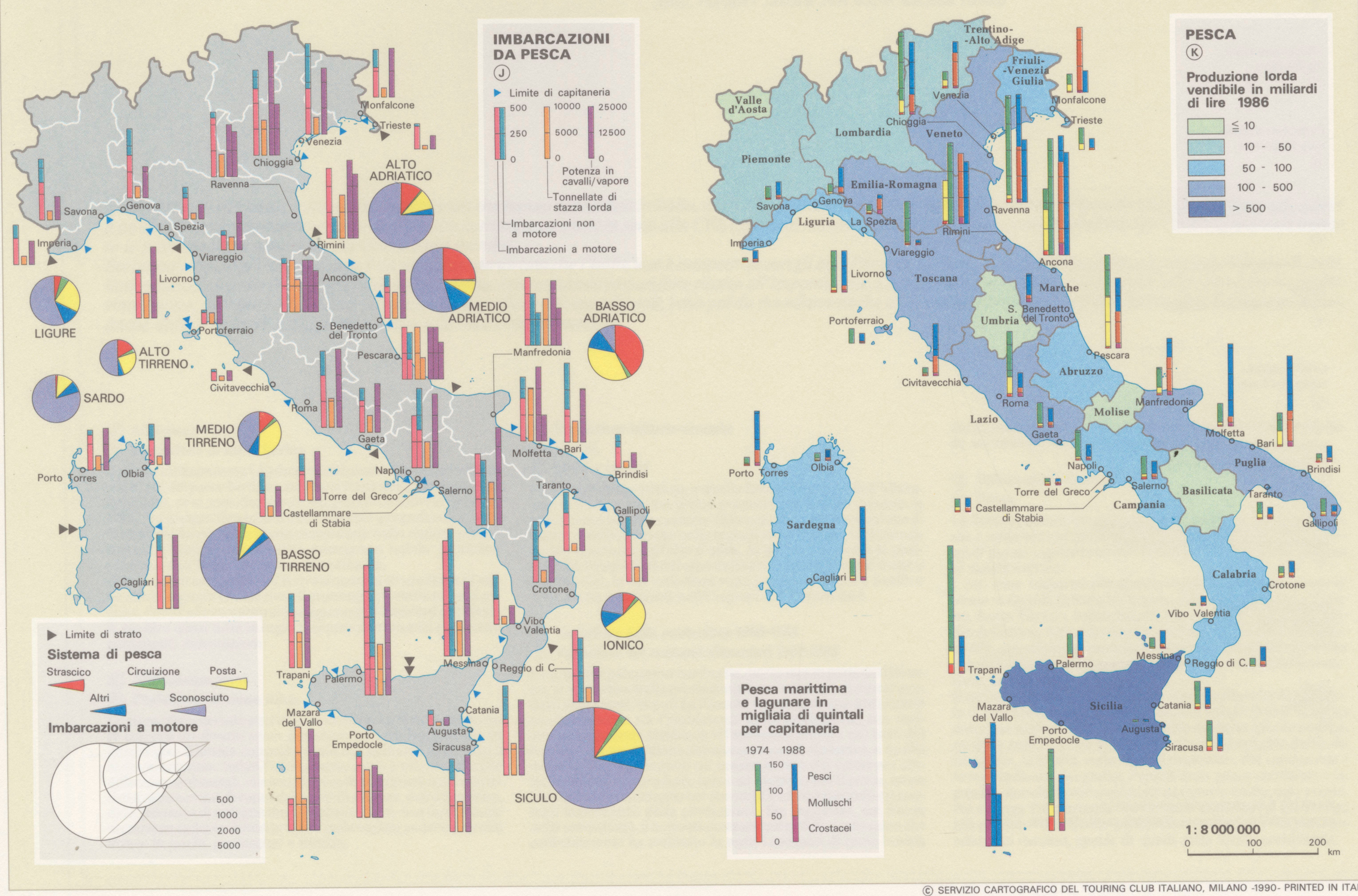
Distribuzione delle imbarcazioni da pesca (a sinistra) e distribuzione della produzione (a destra) in Italia nel 1988.

#### Auto-approvvigionamento dei prodotti ittici
Anche il pescato italiano soddisfa parzialmente le richieste interne. Secondo un rapporto targato Coop del 2013, infatti, il pesce lavorato ha coperto solo il 16% del fabbisogno interno, mentre il pesce congelato ha coperto solo il 41% del fabbisogno interno.. Nel 2022 la produzione nazionale è di 180 mila tonnellate, a fronte di 840 mila tonnellate provenienti da importazioni..
Da notare che l'insufficienza della produzione per il fabbisogno interno e più marcata per la pesca rispetto all'agricoltura e all'allevamento: infatti, secondo un rapporto ISMEA su (dati Istat) del 2023, nel 2021 e 2022 il passivo maggiore si registra proprio sui prodotti ittici.

### Risorse minerarie

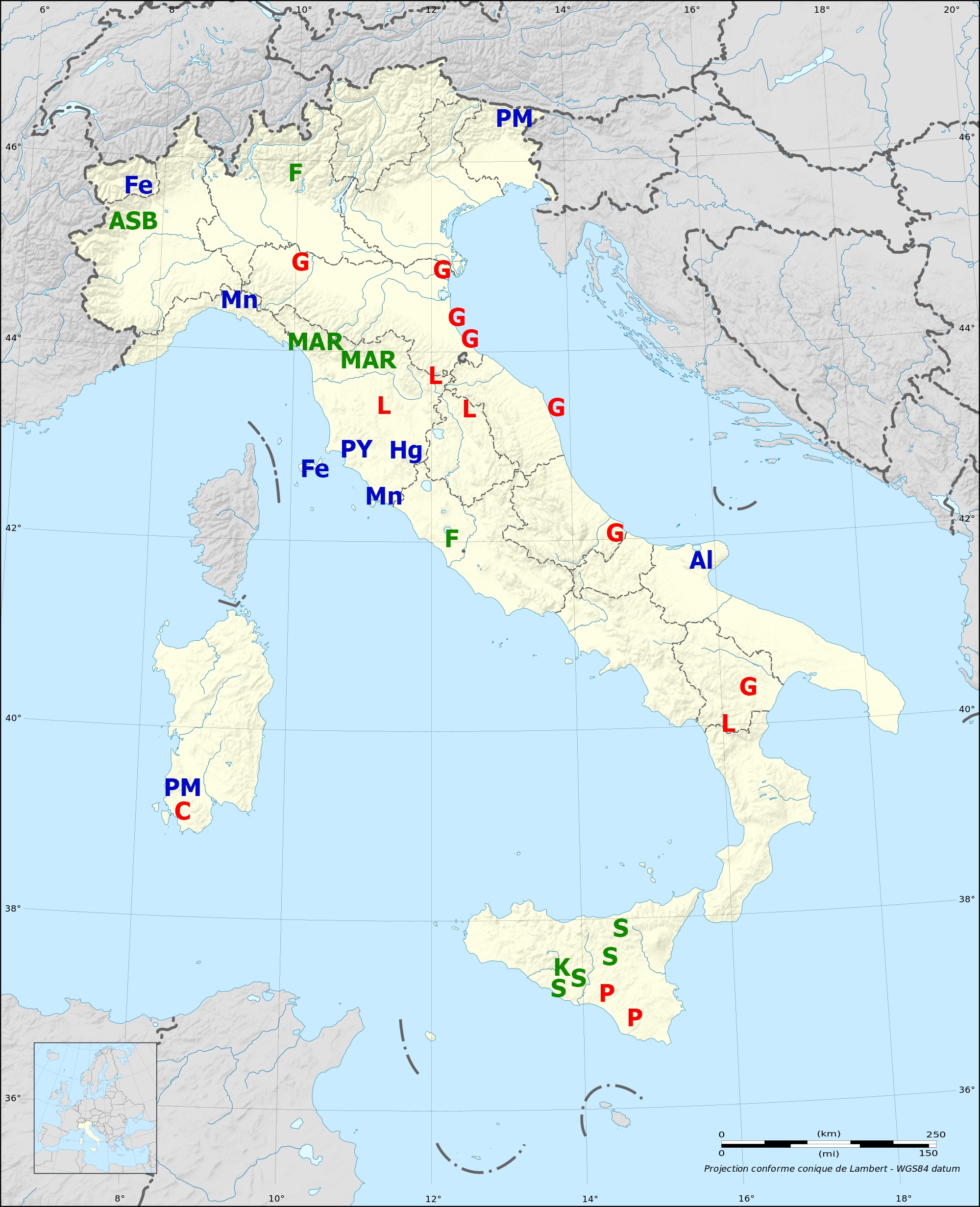
Risorse naturali principali d'Italia. In azzurro: Al — alluminio, Mn — manganese, Fe — ferro, Hg — mercurio, PM — minerali polimetallici (rame, zinco, argento, piombo), PY — pirite. In rosso: C — carbone, G — gas naturale, L — lignite, P — petrolio. In verde: ASB — asbesto, F — fluorite, K — cloruro di potassio, MAR — marmo, S — zolfo.

L'Italia ha scarse risorse minerarie: oggi, peraltro, conviene importare i minerali dall'estero piuttosto che estrarre i giacimenti presenti in Italia. Ad esempio, è cessata l'estrazione del mercurio dal monte Amiata, in Toscana.
Ci sono importanti giacimenti di ferro stimati in 40 e 100 milioni di tonnellate ed estratti sin dai tempi più antichi nell'isola d'Elba e in Valle d'Aosta, di carbone con riserve di 500 milioni di tonnellate e di petrolio con circa 1,4 miliardi di barili (in Basilicata vi è il giacimento di petrolio su terraferma più grande d'Europa, che con i suoi 104.000 barili al giorno copre circa il 7% del fabbisogno nazionale), anche se possiede il giacimento di titanio più grande d'Europa con oltre 400 milioni di tonnellate di rutilio.
Venivano inoltre estratti piombo e zinco in Sardegna, bauxite in Abruzzo e in Puglia, rame in Toscana.
L'estrazione di gas naturale, soprattutto nella valle del Po e al largo del mar Adriatico, pur costituendo la principale risorsa estrattiva del Paese è in continuo e inarrestabile calo tanto per l'esaurimento dei giacimenti esistenti, quanto per normative ambientali che limitano lo sfruttamento dei giacimenti più sensibili.
Comunque, in caso di estrazione avvenuta dei minerali in Italia, la produzione di essi è del tutto insufficiente alla domanda interna.
La situazione è migliore per i minerali non metallici: si estraggono salgemma e sale marino in Sicilia, Puglia, Toscana, Sardegna e Calabria; l'estrazione di zolfo in Sicilia è cessata del tutto nel 1986.
La produzione di marmi di ogni genere è invece importante: vengono largamente esportati i marmi bianchi delle Alpi Apuane, il rosso di Verona e il granito rosso o rosa di Baveno.
L'Italia è anche un forte importatore di energia.
Nel Bel Paese sono stati mappati più di mille siti per l'approvvigionamento delle cosiddette materie prime critiche: soprattutto nell'arco alpino, in Liguria, lungo la costa tirrenica da Toscana a Campania, in Calabria e in Sardegna. In quest'ultima sono stati rilevati giacimenti di fluorite, terre rare e caolino.

## Settore secondario: industria, edilizia, artigianato
La specificità dell'industria italiana consiste nella lavorazione e nella produzione di manufatti, principalmente in aziende medio-piccole di proprietà familiare. Le industrie meccaniche (auto, moto, macchine utensili, elettrodomestici), della difesa (elicotteri, sistemi di difesa, armi leggere, blindati), chimiche (Enichem, SNIA, farmaceutica), elettroniche, della moda, del tessile, del cuoio, del mobile, delle costruzioni navali, metallurgiche e agroalimentari sono quelle più rilevanti per l'economia italiana. Storicamente, un peso notevole, nell'economia italiana, ha l'industria delle costruzioni e delle lavorazioni collegate (industria estrattiva, cementiera, impiantistica, ecc.). Le maggiori produzioni industriali sono situate nelle regioni Lombardia, Piemonte, Veneto ed Emilia-Romagna.
Il Nord, e in particolare il Nord-Ovest, ha tradizionalmente costituito il nucleo dell'industria italiana. I benefici chiave includono: la facilità degli scambi commerciali con il resto d'Europa, la produzione di energia idroelettrica grazie alla presenza delle Alpi, ed ampio terreno pianeggiante. Per esempio una delle più grandi industrie italiane, la FIAT, si trova a Torino.
A partire dall'ultimo decennio del Novecento sono sorte attività industriali che hanno visto protagoniste prevalentemente imprese di media e piccola dimensione costituite in distretti industriali nel Nord-Est del Paese e lungo la dorsale adriatica (il modello marchigiano), al punto da costituire una delle caratteristiche peculiari dell'economia italiana.
Secondo uno studio del 2016 commissionato da Fondazione Edison e Confidustria, delle 5 province (NUTS 3) più industrializzate d'Europa, basato sul valore aggiunto del comparto industriale, ben tre sono italiane: Vicenza, Bergamo e Brescia, quest'ultima prima in Europa per valore aggiunto del comparto industriale.
L'industria pesa poco più di 1/3; ma se da questa si escludono le attività legate alle costruzioni, la percentuale scende a circa 1/4. Attualmente l'industria italiana è fortemente orientata al settore motoristico (auto, moto, ricambi e accessori), cantieristico navale (con imprese come Fincantieri (uno dei leader mondiali nella sua categoria), Isotta Fraschini Motori, C.R.D.A., chimico, della gomma (Pirelli), metallurgico ArcelorMittal, TenarisDalmine (della Tenaris), Acciaierie di Terni (gruppo Arvedi) e Duferco, farmaceutico (Menarini, Artsana, Angelini ACRAF), energetico (Enel, Terna, Sorgenia), della difesa (Leonardo in cui sono confluite AgustaWestland e OTO Melara), la bresciana Fabbrica d'Armi Pietro Beretta e agroalimentare. Importante è anche l'industria petrolchimica, dominata dall'ENI.
L'Italia è storicamente uno dei paesi leader nella produzione e nel design di automobili e ciclomotori con imprese automobilistiche come il Gruppo Fiat, che include Alfa Romeo, Lancia, Fiat, Ferrari, Maserati ed Iveco. Il gruppo Fiat è stato diviso in due nel 2011 nella società italo-statunitense Fiat Chrysler Automobiles per le automobili e nella società italo-statunitense CNH Industrial con le controllate Iveco e Case New Holland per i veicoli commerciali e industriali. Importante è anche la produzione di auto della Lamborghini, del gruppo tedesco Audi.
L'industria italiana produce anche motociclette e scooter, grazie ad aziende come Piaggio, Aprilia, Ducati (gruppo Audi), Italjet, Cagiva, Garelli. Non meno rilevante è il settore degli elettrodomestici, con grandi gruppi di livello internazionale come Candy (della cinese Haier) ed Indesit Company (della americana Whirlpool Corporation), ed altre piccole e medie imprese del settore (Argoclima, Bompani, Glem Gas, Polti, Smeg), senza dimenticare il gruppo svedese Electrolux (ex Zanussi) presente con 4 stabilimenti su territorio italiano.
L'industria elettronica è rappresentata da STMicroelectronics (italo-francese, produce semiconduttori) e da alcune piccole aziende produttrici di computer (Olidata, Olivetti) e di elettronica di consumo (Hantarex, Mivar, Sèleco, Videocolor, NGM, Brondi).
Un altro settore di rilevanza è quello dei trasporti, soprattutto quello marittimo, visti gli oltre ottomila km di costa del paese. Tra le aziende si possono citare ad esempio Tirrenia, Costa Crociere, Grimaldi Lines o Caronte & Tourist, quest'ultima operante soprattutto nello Stretto di Messina, il maggior punto di approdo per numero di passeggeri nell'Unione europea.
L'Italia è rinomata in tutto il mondo per i suoi prodotti di lusso nel campo della moda. Tra i marchi più famosi ci sono: Gucci, Prada, D&G, Armani, Versace, Fendi, Bottega Veneta, Moschino, Trussardi, Kiton, Valentino, Moncler per l'abbigliamento; Ferragamo, Cesare Paciotti, Tod's per le calzature; Luxottica, Safilo per gli occhiali, ma la produzione è ricca anche nei campi della gioielleria (Bulgari) e degli accessori di moda.
In Italia operano anche multinazionali estere del settore chimico e farmaceutico tra cui: Procter & Gamble, Solvay Group, 3M, Bayer, GlaxoSmithKline, Dow Chemical, DuPont, Basf, Henkel Sud, Exxon Chemical Mediterranea, BBR Holding.
In ogni caso l'Italia soffre la concorrenza delle industrie delle economie emergenti che, grazie al basso costo della manodopera, riescono ad essere molto competitive. Infatti, nonostante le grandi punte di eccellenza dell'economia italiana, questa è costituita in gran parte da una produzione che non richiede grande capitale umano né ha una grande spesa in ricerca e sviluppo, e quindi soffre più di altre la concorrenza del basso costo asiatico. Imprese che al contrario sarebbero quasi immuni a tale concorrenza sono le imprese Hi-tech e informatiche, non molto presenti in Italia. Bisogna dire inoltre che l'alto livello di tassazione e il frazionamento dell'attività produttive in imprese medio-piccole, che fanno fatica a fare ricerca, oltre a vari problemi come la penuria di infrastrutture e la macchinosa burocrazia, non aiutano le aziende a competere.

## Settore terziario: servizi, finanza, turismo

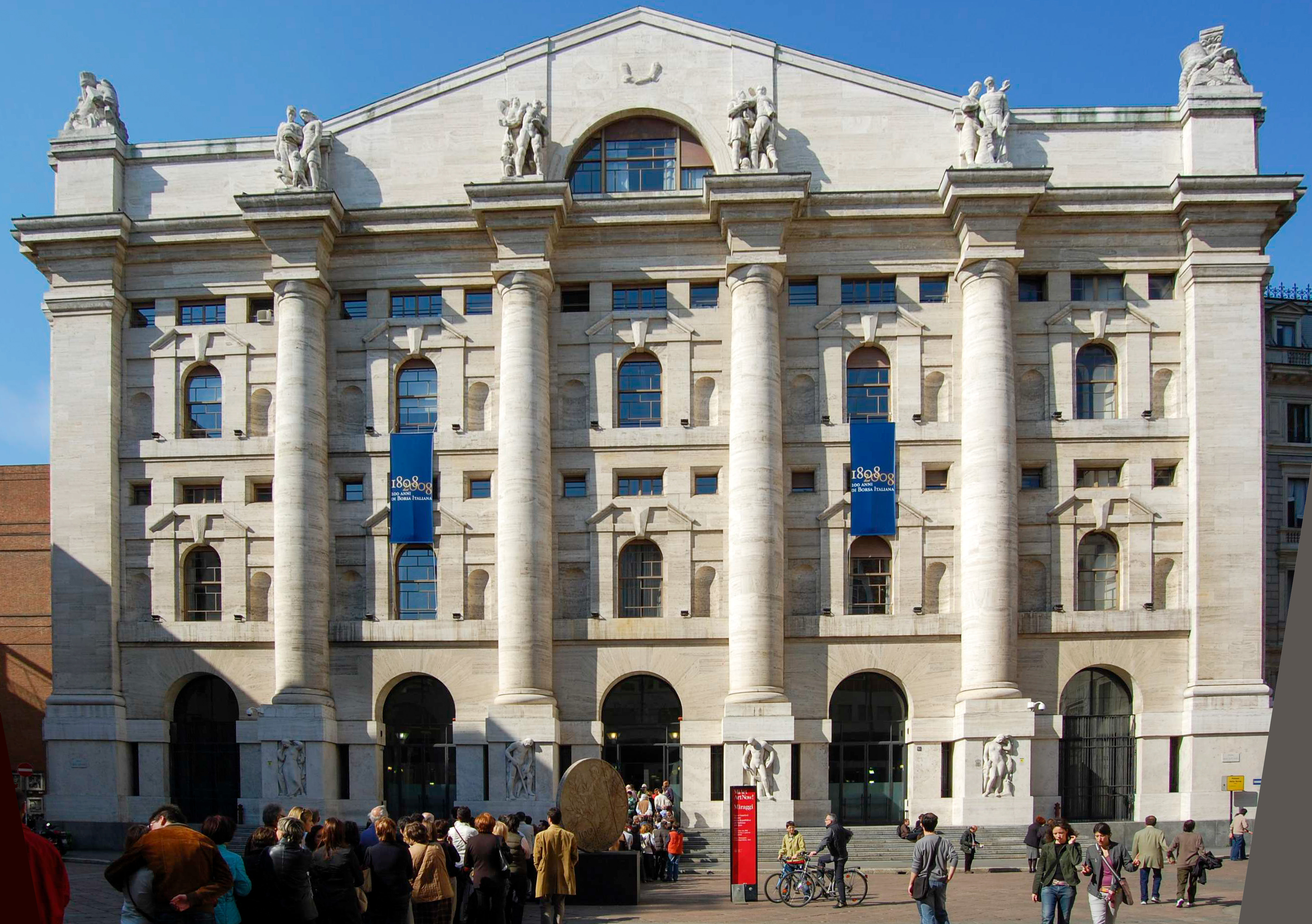
Facciata della sede della Borsa di Milano

In Italia i servizi rappresentano il settore più importante dell'economia, sia per numero di occupati (il 67% del totale) che per valore aggiunto (il 71%). Il settore è, inoltre, di gran lunga il più dinamico: oltre il 51% delle oltre 5.000.000 di imprese operanti oggi in Italia appartiene al settore dei servizi, e il 45,8% all'area Confcommercio; ed in questo settore nascono oltre il 67% delle nuove imprese.
Importantissime attività in Italia sono il turismo, il commercio, i servizi alle persone e alle imprese (terziario avanzato). Quest'ultima attività è maggiormente sviluppata nelle grandi città e nelle regioni economicamente più avanzate. I principali dati settoriali nel 2006: per il commercio vi sono 1.600.000 imprese, pari al 26% del tessuto imprenditoriale italiano, e oltre 3.500.000 unità di lavoro. Trasporti, comunicazioni, turismo e consumi fuori casa, oltre 582.000 imprese, pari al 9,5% del tessuto imprenditoriale, quasi 3.500.000 di unità di lavoro. Servizi alle imprese: 630.000 imprese registrate, pari al 10,3% del tessuto imprenditoriale, oltre 2.800.000 unità di lavoro.
Il settore bancario ha conosciuto, nel primo decennio del 2000, una diminuzione del numero degli occupati, soprattutto per la diffusione delle nuove tecnologie informatiche. Il settore finanziario conserva, comunque, un ruolo centrale nel capitalismo italiano in quanto, spesso, i gruppi bancari sono proprietari di importanti industrie, società di assicurazioni, beni immobili e gruppi editoriali. Il settore finanziario è da alcuni anni protagonista di una forte tendenza alla concentrazione tra le banche e le assicurazioni.

## Investimenti diretti esteri (IDE)

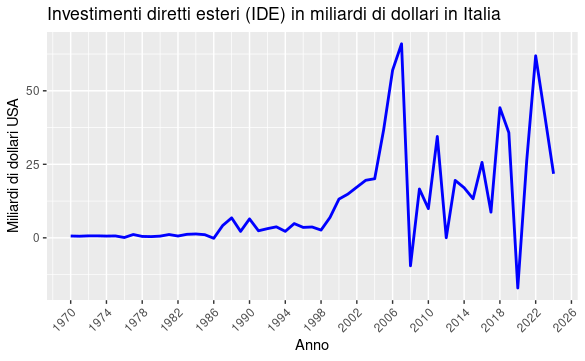
Fonte:[https://data.worldbank.org/indicator/BX.KLT.DINV.CD.WD World Bank

L'investimento diretto estero è una categoria di investimento transfrontaliero associata a un residente in un'economia che ha il controllo o un grado significativo di influenza sulla gestione di un'impresa residente in un'altra economia.
Secondo l’ultimo EY Attractiveness Survey 2024, nel 2024 l’Italia ha registrato un +5 % di progetti IDE, salendo da 214 a 224 progetti, in controtendenza rispetto alla media europea (-5 %)  .
Nonostante in Europa si osservi una flessione media del 4 %, l’Italia ha mantenuto stabile la propria quota di mercato (3,8 %) e ha visto il numero di progetti IDE quasi raddoppiare rispetto al periodo pre-pandemico .
Nel 2022, l’Italia ha totalizzato 243 progetti, con crescita del +17 % rispetto al 2021, superando Germania, Regno Unito e Francia in termini percentuali .
I principali paesi investitori sono:
- Stati Uniti che rimangono il principale partner, pur passando dal 19 % al 16 % della quota di IDE tra il 2023 e 2024 [98].
- Seguono Francia (13 %), Regno Unito (11 %) e Svizzera (9 %) [98].
- Gli investimenti cinesi sono risaliti dal 2 % al 5 % tra il 2021 e il 2023 [101].

I punti di forza sono:
- Posizione strategica: ponte tra Europa, Nord Africa e Medio Oriente, ideale per strategie di near‑ e friend‑shoring [98].
- Iniziative governative: credito d’imposta mirato al Mezzogiorno come da Legge di Bilancio 2024, per sostenere capitali esteri .
- Secondo il Kearney FDI Confidence Index 2024, l’Italia si trova all’11° posto nella classifica globale, con l’88 % degli intervistati intenzionati ad aumentare i propri IDE nei prossimi 3 anni [102].
- Il 51 % delle aziende intervistate nel 2024 prevede di investire in Italia nei prossimi 12 mesi (83 % nel settore finanziario, 75 % in chimico‑farmaceutico) [98] .

## Bilancia dei pagamenti

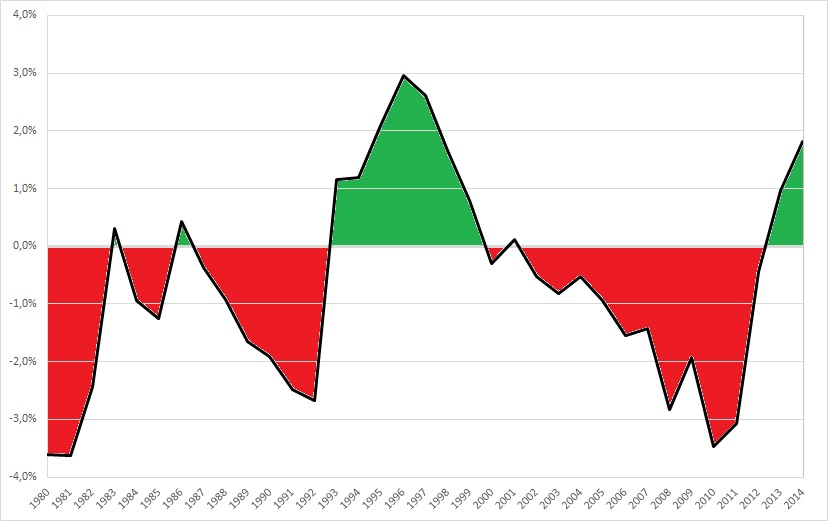
Saldo del conto delle partite correnti italiano in percentuale sul PIL (1980-2014) - DATI FMI

Per quanto riguarda la bilancia dei pagamenti, come si può osservare nel grafico, l'Italia, dopo aver goduto di surplus del conto corrente per gran parte degli anni novanta, a partire dal 2000 ha registrato disavanzi, con un andamento irregolare, ma tendente al peggioramento per circa un decennio. In particolare, nel 2010, il deficit del conto corrente ha raggiunto il 3,5% del PIL, il peggior dato dall'inizio del 1981. A partire dal 2012, tuttavia, con la seconda fase della recessione, il deficit si è notevolmente ridotto e si è trasformato in un surplus nel biennio 2013-2014, per la prima volta dalla fine degli anni novanta.
Scomponendo il disavanzo delle partite correnti italiano nelle sue tre sezioni principali si nota che:
- Il saldo delle merci (differenza tra esportazioni ed importazioni di merci), intorno al pareggio nei primi anni '90, ha fatto registrare ampi surplus tra il 2 ed il 4% del PIL negli anni 1993-1998, per poi iniziare una netta discesa che lo ha portato ad azzerarsi nel 2005 e, infine, ad oscillare intorno alla parità fino al biennio 2010-11, quando ha registrato valori negativi superiori all'1% del PIL. A partire dal 2012, tuttavia, si è assistito a una rapida correzione e nel 2014 il surplus è arrivato al 3,1% del PIL, ai massimi dal 1997.[senza fonte]
- Il saldo dei servizi (differenza tra esportazioni ed importazioni di servizi, includendo anche i trasporti e i proventi derivanti dal turismo), leggermente positivo per tutti gli anni '90, ha oscillato intorno alla parità tra il 1999 ed il 2004, per poi iniziare un deterioramento fino a toccare -0,6% nel 2010. A partire dal 2012, il saldo si è riportato su un saldo prossimo alla parità.[senza fonte]
- Il saldo dei redditi (che include i redditi da lavoro e da capitale ed i trasferimenti unilaterali come le rimesse degli immigrati e i trasferimenti dei Governi e delle organizzazioni internazionali) si è mantenuto sostanzialmente stabile nell'ultimo ventennio registrando deficit tra l'1 ed il 2% del PIL e rappresenta nel 2014 un deficit dell'1,2%, ai minimi dal 2007[104].

### La posizione netta sull'estero
Per quanto riguarda la posizione netta sull'estero del Paese, ovvero la differenza tra le attività finanziarie detenute dagli italiani all'estero e quelle detenute dagli stranieri in Italia, alla fine del 2014 si attestava al -24,5% del PIL, in miglioramento rispetto al 2013, che aveva segnato il record negativo dall'inizio delle serie storiche nel 1998 (-25,3 %). Infatti, partendo da valori tra -9,1% e -4,6% del PIL alla fine degli anni novanta, a partire dal 2002 la posizione netta sull'estero dell'Italia è andata peggiorando, con particolare intensità negli anni fino al 2009. Dopo una stabilizzazione negli anni 2010-11, si attesta un nuovo peggioramento a partire dal 2012..

### Commercio estero
L'Italia ha un'economia fortemente orientata al commercio estero. Nel 2023 de27 paesi dell'Unione Europea è stata superata soltanto dalla Germania con 1562 miliardi di euro e dai Paesi Bassi con 8606 miliardi di euro di flusso di vendite verso l'estero. Nel 2012, infatti, risulta il nono Paese esportatore ed il dodicesimo importatore nel mondo; detiene il 7,9% dei flussi di esportazioni intra-Ue e l'11,6% delle esportazioni di paesi Ue verso il resto del mondo. Nello stesso anno, secondo dati del Fondo Monetario Internazionale, il saldo del conto delle partite correnti, è risultato negativo per 78,812 miliardi di dollari americani, pari al 3,41% del PIL. Nel 2007 le esportazioni contribuivano al 29,24% del Prodotto interno lordo, valori leggermente più alti di Francia e Regno Unito (intorno al 26%), ma considerevolmente più basso rispetto al 47,21% della Germania. Le importazioni, invece, valgono il 29,48% del PIL, valore molto simile a quelli britannici e francesi, ma notevolmente più basso di quello tedesco (40,01%).
Tra il 1960 e il 2016 la bilancia commerciale dell'Italia è stata in media in attivo per un valore pari allo 0,59% del prodotto interno lordo, con un mino del -3,76% nel 1974 e un miglior risultato del 4,54% nel 1996.
Nel 1992 per la prima volta si registrò un modestissimo avanzo, decuplicato durante l'anno seguente per effetto della svalutazione della lira italiana (quella del settembre '92 e le successive) e della riduzione delle importazioni per la contrazione della domanda interna.
Tra il 2005 e il 2008 le esportazioni italiane sono aumentate del 16,6% in valore medio unitario e del 5,5% in volume. Le importazioni, invece, pur essendo aumentate soltanto dello 0,5% in volume sono cresciute del 22,9% in valore medio unitario, in gran parte a causa dell'aumento dei prezzi delle materie prime. Nel 2009, anno di crisi, mentre il valore medio unitario dell'import-export è rimasto quasi stabile, in leggera flessione, si è avuto un forte crollo dei volumi commerciali scambiati con l'estero, in particolare per quanto riguarda le esportazioni. Nel 2012 la bilancia commerciale italiana è tornata attiva, risultando in quell’anno la trentunesima a livello mondiale. Nel 2013 l'export italiano è tornato ai livelli pre-crisi e nello stesso anno il surplus commerciale è risultato il sedicesimo più alto del mondo, nel 2014 il decima e nel 2015 l’ottavo. Nel 2016 la bilancia commerciale italiana ha registrato un attivo di 51,566 miliardi di euro (in crescita di quasi 10 miliardi rispetto all’avanzo di 41,807 miliardi del 2015), il livello più alto dal 1991, anno di inizio della serie storica.
Nel 2016, per il decimo anno consecutivo da quando l’International Trade Centre (agenzia dell’UNCTAD e del Wto) di Ginevra ha cominciato la sua indagine, l’Italia si conferma il secondo Paese più competitivo nel commercio mondiale dopo la Germania: il Trade Performance Index 2016, infatti, sulla base di un confronto tra 189 Paesi e 14 settori, assegna all’Italia due primi posti, cinque secondi posti, un terzo posto e un quinto posto per migliore competitività commerciale in altrettanti settori esaminati.

### Esportazioni

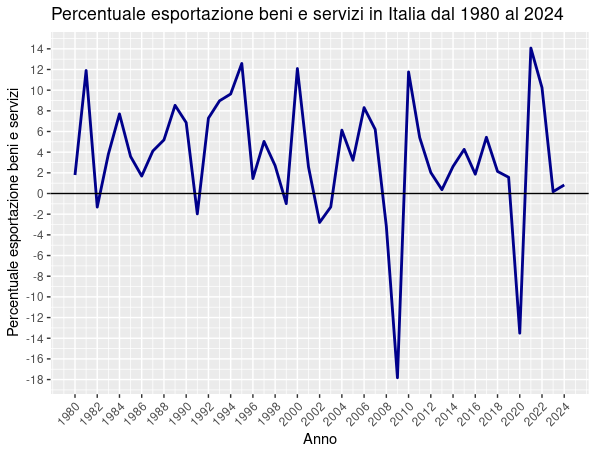
Fonte:[https://www.imf.org/en/Publications/WEO/weo-database/2024/April IMF

Le esportazioni si rivolgono principalmente ai Paesi dell'Unione europea, tra cui Germania (12,8%), Francia (11,2%), Spagna (6,6%) e Regno Unito (5,3%). La quota di esportazioni verso gli Stati Uniti è del 6,3%. Le principali esportazioni italiane riguardano macchinari ed apparecchi (19,425% delle esportazioni italiane nel 2009), prodotti tessili, abbigliamento, pelli e accessori (11,66%), metalli di base e prodotti in metallo (11,36%), mezzi di trasporto (10,42%) e prodotti alimentari, bevande e tabacco (7,05%).
Molti sono i prodotti italiani famosi nel mondo, formando quello che viene comunemente indicato come Made in Italy.
Nel settore alimentare, il Paese eccelle per i vini, la pizza, i formaggi ed i salumi. Molti di questi prodotti di qualità in cui l'Italia si è specializzata sono spesso classificati come DOC. Questo certificato DOC, che viene attribuito dall'Unione europea, assicura che il luogo di tutto il processo produttivo sia riconosciuto. Questa certificazione è considerata importante da parte dei produttori e dei consumatori, al fine di evitare confusione con prodotti di bassa qualità prodotti in serie, ad esempio la Cambozola, in Germania l'imitazione della Gorgonzola.
L'Italia è conosciuta anche per le sue case di moda. Ferrari, Maserati Lamborghini, ma anche Alfa Romeo sono tutti nomi associati con il massimo della tecnologia nella produzione di auto. Nel campo degli armamenti l'Italia è l'ottavo paese per export di sistemi di difesa e armi e secondo per armi leggere con multinazionali come Leonardo, AgustaWestland (uno dei leader mondiali nella produzione di elicotteri confluita in Leonardo-Finmeccanica dal 2016), OTO Melara (confluita in Leonardo-Finmeccanica dal 2016), Fabbrica d'Armi Pietro Beretta.
Anche nel campo della cantieristica navale l'Italia ha il suo peso, con Imprese come Fincantieri (uno dei leader mondiali nella sua categoria), Isotta Fraschini Motori, C.R.D.A., ecc. L'export Italiano però opera anche in altri settori come la produzione di componentistica per auto e casa,uno dei leader mondiali nella produzione e esportazione di ciclomotori con imprese come Piaggio, Aprilia, Ducati, italjet, Cagiva, Garelli, ecc.
L'Italia è anche uno dei maggiori produttori nel campo della siderurgia, nel Tarantino ad esempio è presente il più grande impianto siderurgico d'Europa. Attualmente l'impresa Riva è la 14a impresa a livello mondiale nella produzione di acciaio. L'export italiano copre anche settori come elettrodomestici per la casa con marche come Rex, Smeg, Indesit, Ariete e San Giorgio o nel campo dell'elettronica con imprese come ST Microelectronics.

### Importazioni
Le importazioni riguardano in particolare i mezzi di trasporto (12,24%), sostanze e prodotti chimici (8,98%), metalli di base e prodotti in metallo (8,65%), il petrolio greggio (8,50%), e computer, apparecchi elettronici e ottici (7,89%). Vi sono anche consistenti importazioni nel settore tessile (7,65%) ed alimentare (7,88%).
Il 16% delle importazioni proviene dalla Germania, seguita dalla Francia (8,6%), dalla Cina (6,2%), dai Paesi Bassi (5,3%), dalla Libia (4,6%) e dalla Russia (4,3%), queste ultime due a causa delle importazioni di gas e petrolio, di cui l'Italia è quasi del tutto priva.

## Inflazione

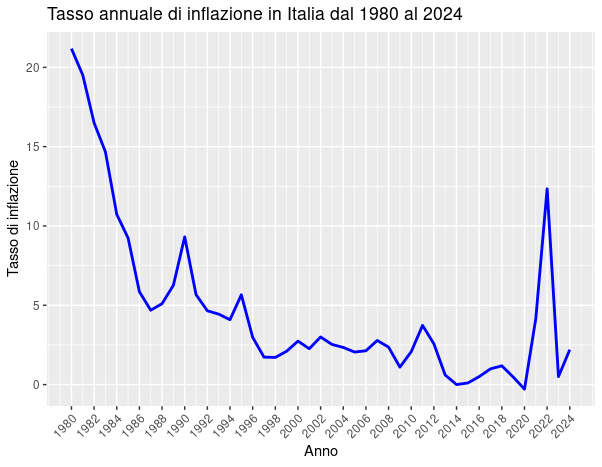
Fonte:[https://www.imf.org/en/Publications/WEO/weo-database/2024/April IMF

Durante gli anni del boom economico l'inflazione si aggirò su una media del 3-4%.
A partire dal 1973, a seguito del primo shock petrolifero, l'inflazione salì a livelli molto elevati in quasi tutti i Paesi industrializzati, compresa l'Italia, dove raggiunse in alcuni anni il 20% e oltre (1974-'75, 1980-'81). Nel corso della prima metà del decennio i Governi si impegnarono per ridurre il tasso d'inflazione attuando politiche restrittive (Accordo Scotti, Decreto di San Valentino, ecc.). Una volta finiti definitivamente gli effetti delle crisi petrolifere, l'inflazione si attestò su una media del 4-5% tra il 1986 e il 1995.
Un'ulteriore stretta fu data nella seconda metà degli anni Novanta, con l'obiettivo di rispettare i vincoli stabiliti dal trattato di Maastricht. Da allora, l'Italia ha mantenuto un tasso intorno al 2%, perfettamente in linea con i parametri di Maastricht e con i grandi Paesi europei. A tal proposito, è necessario ricordare che dal 1999 l'Italia non svolge più una politica monetaria autonoma, in quanto questa è di competenza della Banca centrale europea, la quale ha per statuto il mantenimento di un tasso di inflazione inferiore al 2% annuo.
Nel 2008 i grandi aumenti dei prezzi delle materie prime, dei prodotti alimentari e dell'energia hanno fatto salire l'inflazione in tutto il mondo ed in Italia essa è arrivata al 3,3%, per poi crollare drasticamente allo 0,8% l'anno successivo a causa della crisi mondiale. Da allora l'inflazione è tornata a salire gradualmente raggiungendo il 3,3% nel 2012, ma subendo una brusca frenata dal 2013-2014, indirettamente a causa degli interventi della BCE. Dal 2012 al 2019 il prezzo medio del pane è rimasto sostanzialmente stabile intorno ai 3 euro/chilogrammo, ma con una variabilità geografica superiore al 50% e un prezzo pari a 15 volte il costo della materia prima.
A causa della Pandemia di COVID-19, soprattutto dalla seconda metà del 2021 l'inflazione va aumentando continuamente, arrivando a raggiungere a metà 2022 punte di quasi il 7%. Nel luglio 2023 ministro delle Imprese e del Made in Italy, Adolfo Urso, ha proposto con la Grande Distruzione Organizzata e i produttori la creazione di un paniere di beni di largo consumo a prezzo calmierato.

## Occupazione

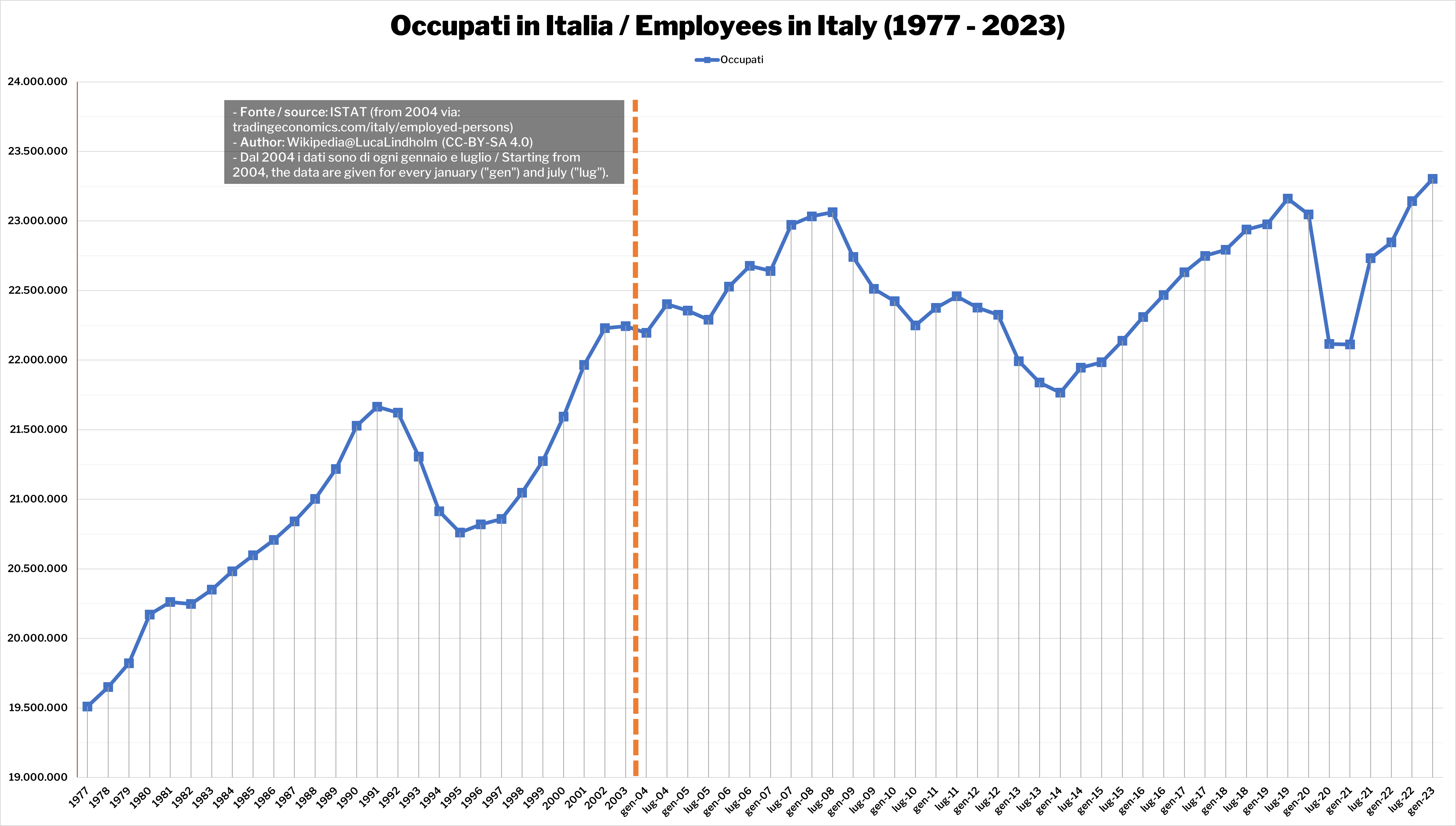
Numero di occupati in Italia (1977 - 2023; fonte ISTAT).

L'Italia e la sua economia possono contare su una forza lavoro di oltre 25 milioni di persone, la ventunesima al mondo. Secondo i dati del 2013, il 3,6% della forza lavoro è occupata nell'agricoltura, il 27,3% nell'industria ed il 69,1% nei servizi. Rispetto al 1995 (valori pari a 6%, 30,9% e 63,1% rispettivamente) si registra una diminuzione della quota di occupati nei settori primario e secondario a favore del settore terziario, tendenza questa comune a tutti i Paesi industrializzati. Inoltre, secondo i dati Eurostat riferiti al 2013, il 22,3% degli occupati risulta lavoratore autonomo, contro appena il 14,4% della media europea; tuttavia, solo il 29% dei lavoratori autonomi italiani ha dei dipendenti, familiari inclusi. I lavoratori part-time sono il 17,9% del totale (il 31,9% tra le sole donne) ed il 13,2% ha un contratto a tempo determinato (appena al di sotto della media europea del 13,8%).

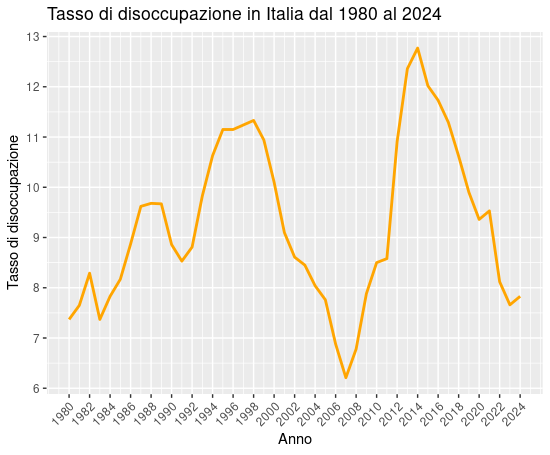
Fonte:[https://www.imf.org/en/Publications/WEO/weo-database/2024/April IMF

Il tasso di occupazione si attesta nel 2013 al 59,8%, ai minimi dal 2002, quando era pari al 59,4%. La crisi cominciata nel 2009 ha infatti interrotto una lunga crescita del tasso di occupazione passato dal 55% del 1995 al 63% del 2008. Il dato italiano rimane comunque molto inferiore alla media europea, che è del 68,3%, e superiore solo a quello di Grecia, Croazia e Spagna. Forti sono le differenze tra il tasso di occupazione maschile (69,8% nel 2013) e quello femminile (49,9% nello stesso anno). Tuttavia, se il tasso di occupazione maschile è calato di 6 punti dal picco del 2007 ed è oggi al valore più basso dall'inizio delle serie storiche nel 1993, quello femminile è invariato rispetto al 2007 e di soli 0,7 punti percentuali inferiori rispetto al picco raggiunto nel 2008. Peraltro, notevoli sono i miglioramenti rispetto al 1993, quando il tasso di occupazione femminile era pari ad appena il 38,6%. La disoccupazione è aumentata da fine anni 1990 e quindi con essa è calata anche l'occupazione a causa dell'abolizione dell'obbligo di leva, in quanto chi lo espletava era considerato tra gli occupati. L'obbligo di leva abolito incide negativamente per circa un 2% sul tasso di disoccupazione.
La disoccupazione, che in passato aveva raggiunto anche valori elevati, è scesa costantemente fino a toccare il minimo del 6,1% nel 2007. A partire dal 2008 la disoccupazione ha ricominciato a salire per effetto della crisi economica, giungendo al 12,2% nel 2013, ai massimi dal dopoguerra. Il valore medio italiano era superiore sia alla media dell'Unione Europea del periodo corrispondente (10,8%) che a quella francese (10,3%), tedesca (5,3%) e inglese (7,5%), ma inferiore al tasso di disoccupazione spagnolo (26,1%). Nel settembre 2015, il tasso di disoccupazione ha raggiunto, per la prima volta dal 2013, un valore inferiore al 12% (attestandosi all'11.9%). Nel novembre 2015 si è registrato un ulteriore calo del tasso di disoccupazione, che si è ridotto all'11,3%, mentre la disoccupazione giovanile si attesta al 38,1%. Tuttavia, il tasso di disoccupazione, se scomposto a livello regionale, presenta fortissime differenze tra Nord e Sud, variando tra il 4,4% della Provincia di Bolzano ed il 22,2% della Calabria. Più precisamente, nel 2013 il tasso di disoccupazione era pari al 7,7% nel Nord-Est, all'8,9% nel Nord-Ovest, al 10,9% nel Centro, al 19,6% nel Sud e al 20% nelle Isole. A febbraio 2018 la disoccupazione si attesta in calo al 10,9%. A maggio 2019 la disoccupazione cala al 9,9%.

### Le associazioni di categoria
I lavoratori possono affidare la rappresentanza delle loro posizioni ai sindacati, la cui esistenza e libertà d'azione è tutelata dall'articolo 39 della Costituzione italiana.
La maggior parte dei sindacati italiani sono raggruppati in tre grandi confederazioni: la Confederazione Generale Italiana del Lavoro (CGIL), la Confederazione Italiana Sindacati Lavoratori (CISL) e l'Unione Italiana del Lavoro (UIL), che insieme comprendono il 35% della forza lavoro. Queste confederazioni in passato erano collegate a importanti partiti politici (rispettivamente il Partito comunista italiano, la Democrazia Cristiana ed il Partito Socialista Italiano), ma hanno formalmente chiuso tali legami. A livello europeo, CGIL, CISL e UIL fanno parte della Confederazione Europea dei Sindacati (CES o, in inglese, ETUC), mentre a livello internazionale sono affiliati alla International Trade Unions Confederation (ITUC-CSI).
Secondo dati della Confederazione Internazionale dei Sindacati (ITUC-CSI) del 2009, la CGIL conta 5.542.667 iscritti, la CISL 4.507.349 e la UIL 2.116.299, per un totale di oltre 12 milioni di iscritti.
Oggi, questi tre sindacati spesso coordinano le loro posizioni prima di affrontare le trattative con il Governo e le associazioni industriali, per meglio far pesare la loro posizione, secondo la dottrina dell'unità sindacale. Ciò fa sì che le tre principali confederazioni, anche in considerazione dell'alto numero di lavoratori che rappresentano, abbiano un importante ruolo consultivo a livello nazionale nelle questioni sociali ed economiche. I principali accordi che hanno firmato sono: un patto riguardante la moderazione salariale concluso nel 1993, una riforma del sistema pensionistico nel 1995 ed un patto per l'occupazione e l'introduzione di misure per la flessibilità del mercato del lavoro in zone economicamente depresse nel 1996.
Dal lato delle imprese, esse sono rappresentate dalla Confindustria, nata nel 1910 ed oggi la principale organizzazione rappresentativa delle imprese manifatturiere e di servizi in Italia, raggruppando ben 116.000 imprese. A livello internazionale, essa è affiliata all'IOE, International Organization of Employers.
Le piccole e medie imprese sono rappresentate dalla Confapi, "Confederazione Italiana della Piccola e Media Industria privata" che, nata nel 1947 rappresenta oggi gli interessi di 120.000 imprese manifatturiere con 2,3 milioni di dipendenti.

## Finanza pubblica
In Italia, lo Stato ha un ruolo rilevante nell'economia, con un bilancio di quasi la metà del Prodotto interno lordo. Infatti, nel quadriennio 2006-2009 le entrate totali dello Stato sono state pari a circa 47% del PIL, in gran parte grazie alle entrate fiscali attraverso il gettito fiscale (la pressione fiscale media è stata il 43% del PIL). Le uscite (spesa pubblica), d'altra parte, sono state maggiori, pari, in media, al 50% del PIL, generando così un continuo deficit pubblico con conseguente ricorso ad indebitamento sotto forma di debito pubblico.
Secondo l'ISTAT, nel 2013 il debito pubblico italiano era pari ad oltre 2.069 miliardi, corrispondenti all 132,6% del PIL, valore più alto dal dopoguerra ed in crescita per il sesto anno consecutivo, ponendo l'Italia al quarto posto al mondo nella classifica dell'indebitamento in rapporto al PIL, dietro a Giappone, Zimbabwe e Grecia.
Il deficit pubblico, che nel 2007-2008 si era mantenuto su valori inferiori al 3% fissato dal patto di stabilità europeo, è tornato a crescere in corrispondenza della grande recessione. Il deficit, infatti, è salito gradualmente dall'1,6% del 2007 al 2,7% del 2008, fino al 5,5% del 2009, pur rimanendo a partire dal 2008 tra i più contenuti nei Paesi occidentali. Nei due anni successivi, il deficit si è in parte ridotto, attestandosi al 3,7% del 2011 e rimanendo sulla soglia limite del 3% nel 2012 e nel 2013.
Nel 2013 la spesa per interessi sul debito pubblico, anch'essa in aumento, superava gli 82 miliardi, ovvero il 5,3% del Prodotto interno lordo, in calo di 4,5 miliardi rispetto all'anno precedente.

### Origine ed evoluzione del debito pubblico

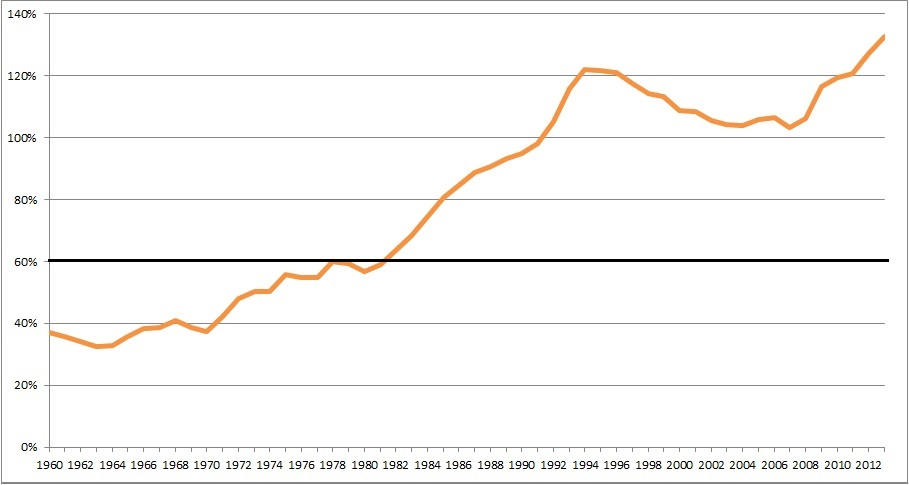
Andamento del debito pubblico italiano in rapporto al PIL dopo il 1960. È evidenziato il limite del 60% fissato dal patto di stabilità. Dati: FMI.

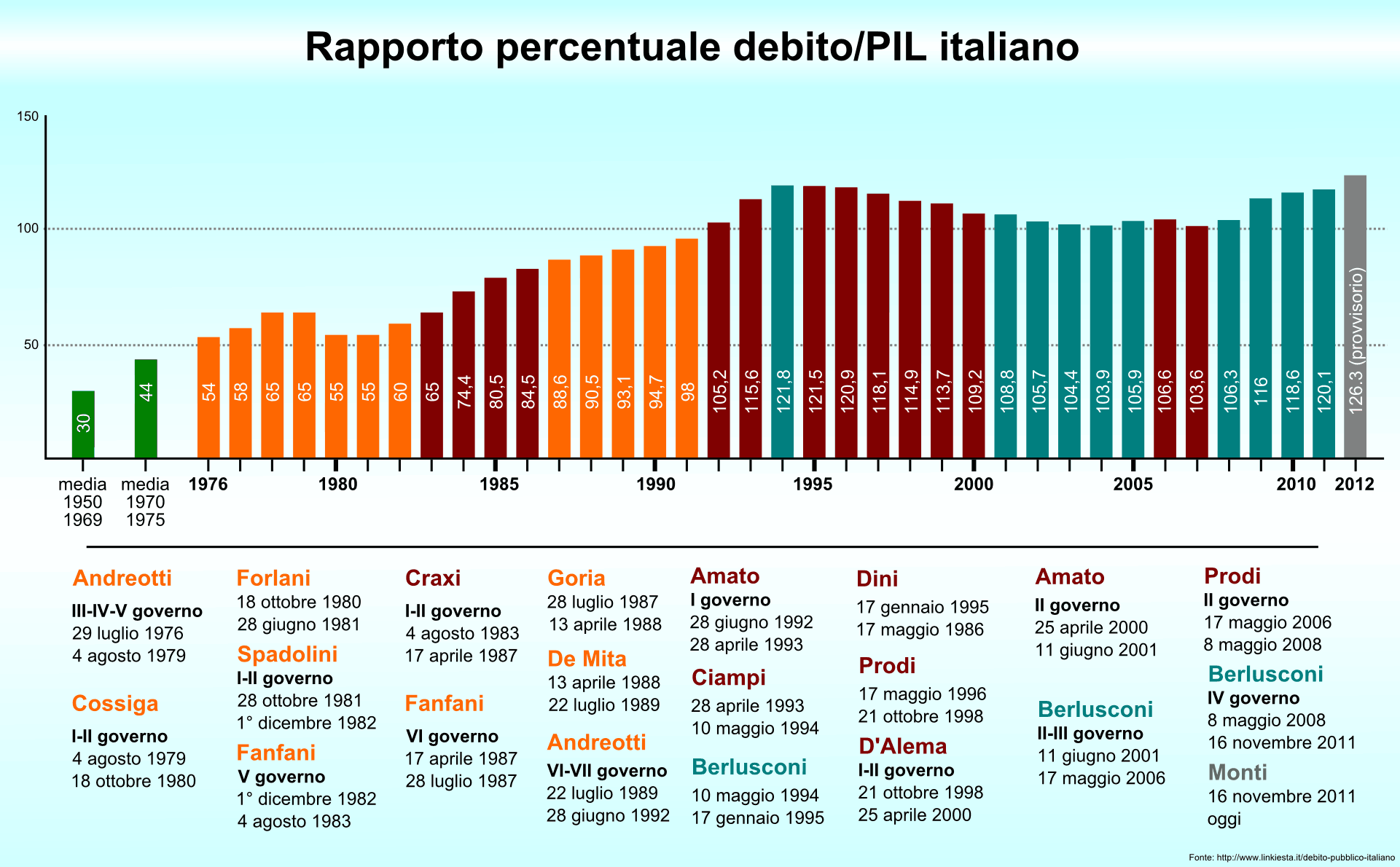
Rappresentazione grafica del rapporto percentuale del debito pubblico in rapporto al Prodotto interno lordo: l'andamento mostra i dati dal 1976 (governo Andreotti) al 2012 (governo Monti).

Le origini dell'alto ammontare del debito dello Stato italiano vanno ricercate nella politica economica seguita tra la fine degli anni sessanta ed i primi anni ottanta, periodo che coincise prima con il rallentamento della crescita economica al termine del boom economico e poi con i periodi di recessione legati alle crisi petrolifere degli anni settanta.
Infatti, se nel 1963 il debito pubblico italiano tocca il livello minimo dal dopoguerra (32,6% del PIL), da quel momento comincia a crescere ininterrottamente fino ai primi anni novanta. Da un lato, si assiste ad un continuo aumento della spesa pubblica, che passa dal 29% del PIL del 1960 al 53,5% del 1990. Tale maggiore spesa segue alla graduale istituzione, negli anni '60, di un esteso e costoso (la spesa in prestazioni sociali in rapporto al Prodotto interno lordo raddoppia in trent'anni) sistema di welfare state per venire incontro alle richieste dei lavoratori, ed alla messa in atto di ricette keynesiane di espansione della spesa pubblica per sostenere la produzione e dunque la crescita economica stessa (finanziamento in deficit della crescita).
Dall'altro lato, però, non si assiste ad un parallelo aumento delle entrate statali con la pressione fiscale che, dal 25,7% del 1960, ancora nel 1985 è pari al 34,6% del PIL, contro il 41% della media europea e il 45% della Francia. Anche la spesa per interessi sul debito aggrava il debito stesso, dovuta ad uno spread non basso (rendimenti dei BOT fino al 20%) a causa di una situazione politica interna giudicata dal di fuori non pienamente credibile e stabile già a partire dagli anni settanta dopo il boom economico, proseguita poi negli anni 80 e terminata con gli attacchi speculativi alla lira nello SME dei primi anni novanta, cui l'Italia fronteggiava tramite la svalutazione della lira, lo scandalo di tangentopoli e la fine della Prima Repubblica.
Conseguenza di questa asimmetria tra entrate ed uscite nel bilancio dello Stato è dunque un elevato deficit pubblico, che passa da una media inferiore al 2% negli anni '60 a una media rispettivamente del 5% e del 9% nella prima e nella seconda metà del decennio successivo, per mantenersi intorno al 10-11% negli anni '80. La conseguenza fu dunque il continuo aumento del debito pubblico.
Tuttavia, durante tutti gli anni settanta il peso del debito fu mitigato dalla forte inflazione, mentre la Banca d'Italia emetteva moneta per acquistare i titoli di stato non collocati sul mercato, alimentando ulteriore inflazione. Infatti, nel 1980, l'incidenza del debito pubblico sul PIL era solo del 56,9%, sebbene tale valore fosse già notevolmente maggiore di quello delle principali economie europee.
La situazione cambiò nel decennio successivo. Nel 1981, con il cosiddetto divorzio tra Ministero del Tesoro e Banca d'Italia, quest'ultima non fu più obbligata a pagare il debito attraverso l'emissione di moneta; Agli inizi degli anni '80 l'inflazione era molto alta e a questo si unì l'aumento spropositato della spesa pubblica. Il culmine fu raggiunto nella prima metà degli anni novanta. Nel 1994, infatti, fu raggiunto il record di un indebitamento pubblico al 121,8% del PIL, mentre quelli di Francia, Germania e Regno Unito si attestavano rispettivamente al 49,4%, 47,7% e 43%. A questo punto la riduzione del debito non era più prorogabile, soprattutto se l'Italia voleva entrare nella nascente Unione Monetaria Europea. Infatti secondo il Trattato di Maastricht, il rapporto deficit/PIL doveva essere sotto il 3%, e il rapporto debito/PIL sotto il 60%; e nel caso questi parametri non fossero rispettati, bisognava dimostrarsi in grado di avvicinarcisi il più velocemente possibile. Fu così che a partire dal 1992 la politica economica del Paese si concentrò principalmente sulla riduzione del disavanzo del bilancio delle amministrazioni pubbliche e sulla conseguente riduzione del debito nazionale.
I governi italiani che si succedettero negli anni novanta si orientarono così su tagli alla spesa e sull'adozione di nuove misure per aumentare le entrate. Dal 1991 al 2008 l'Italia godette di un avanzo primario di bilancio, al netto dei pagamenti di interessi. Il disavanzo complessivo della pubblica amministrazione, comprendente gli interessi, scese allo 0,6% del PIL nel 2000, da valori in media di oltre il 10% a cavallo tra gli anni ottanta e novanta. L'Italia venne così ammessa all'Unione economica e monetaria dell'Unione europea (UEM) nel maggio 1998.
Parallelamente, il debito pubblico, dai massimi del 1994 (121,8%) scese costantemente fino al 99,7% del PIL nel 2007, ma da allora ha iniziato lentamente a risalire, con un'accelerazione nel 2009 (quest'ultimo aumento in parte a causa della maggiore spesa pubblica effettuata dal Governo per contenere la crisi, ma anche per la diminuzione del PIL). Da allora il rapporto debito/PIL è salito ancora superando i precedenti massimi della metà degli anni Novanta e raggiungendo il valore record del 132,6% nel 2013.
Ad agosto del 2015, il debito pubblico italiano ammontava a 2203 miliardi di euro.

### La struttura del debito pubblico
L'enorme debito pubblico italiano, pari a 2.089,216 miliardi di euro al 31 dicembre 2013, è rappresentato per circa l'83% da Titoli di Stato quotati su Borsa italiana per la clientela retail e MTS per il mercato all'ingrosso. I titoli in circolazione sono rappresentati da più del 65% da BTP a tasso fisso, circa 13% da BTPi e BTP Italia indicizzati all'inflazione,12% da titoli zero coupon (BOT e CTZ),10% da titoli a tasso variabile (CCT e CCTEu) e 3% da titoli esteri di cui solo 0,01% in valuta diversa dall'euro. La vita residua media del debito pubblico italiano al 30 giugno 2014 è di 6,33 anni. Inoltre, il 55,6% del debito pubblico è detenuto dalla Banca d'Italia o da istituzioni finanziarie italiane, il 12,5% è posseduto da altri residenti (privati, società, ecc.), mentre il restante 31,9% è allocato all'estero (debito estero).

## Economia sommersa
L'ISTAT ha stimato che nel 2008 il valore dell'economia sommersa si è attestato tra i 255 ed i 275 miliardi di euro, ovvero tra il 16,3 ed il 17,5% del PIL, un valore elevato, ma in flessione rispetto al 19,7% del 2001. In gran parte il sommerso è costituito da sottodichiarazione del fatturato (evasione fiscale) e da rigonfiamento dei costi e si concentra in particolare nei settori dell'agricoltura e dei servizi.

### Evasione fiscale

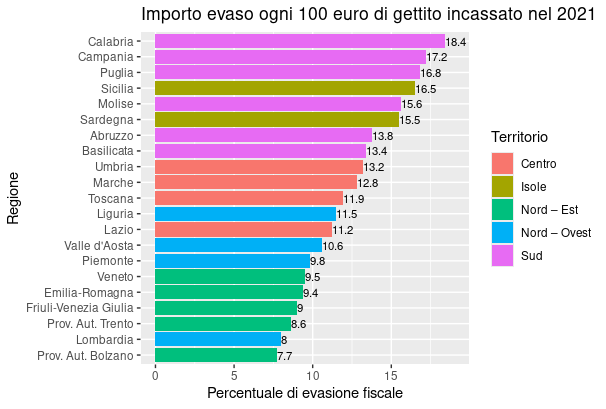
Fonte: [https://www.cgiamestre.com/wp-content/uploads/2024/06/Banche-dati-evasione-15.06.2024.pdf CGIA Mestre

In particolare nel 1981 l'evasione fiscale in Italia ammontava a circa 28.000 miliardi di lire, equivalente al 7-8% del PIL. Trent'anni dopo questa quota è salita appunto fra il 16,3% e il 17,5% del PIL, per un totale che oscilla tra i 255 e i 275 miliardi di imponibile sottratto all'erario con forti ripercussioni sul deficit pubblico e sul conseguente debito pubblico. Secondo alcuni studi tale valore colloca l'Italia al 1º posto in Europa per evasione e al terzo posto tra i paesi dell'area OCSE.

### Crimine organizzato

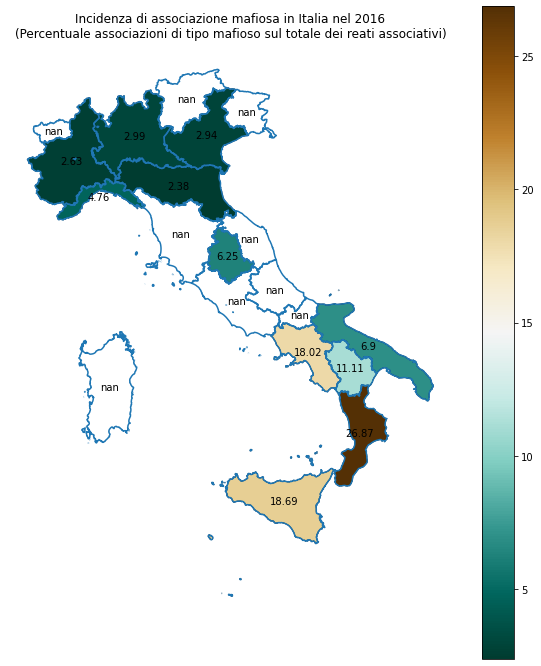
Fonte:[https://www.istat.it/sistema-informativo-6/banca-dati-territoriale-per-le-politiche-di-sviluppo/ Istat

In Italia più che in altri Paesi dell'Unione europea il crimine organizzato è economicamente sviluppato, con attività nell'usura, estorsione, narcotraffico, traffico di armi e prostituzione. Il giro d'affari di questa economia sotterranea criminale (che non fa parte dell'economia sommersa) è stato stimato pari al 7% del PIL.

## Rallentamento economico italiano dagli anni 1990 in poi
Dal periodo del boom economico l'Italia si era arricchita nei confronti del resto dell'Europa occidentale più progredita e degli U.S.A. colmando il divario che esisteva alla fine della seconda guerra mondiale. La crescita comincia a diminuire alla fine degli anni '60, già nel 1964 e nel 1969 si inasprirono le spinte salariali mentre nel 1974 e nel 1979 furono gli shock petroliferi a frenare la crescita. Negli anni ottanta il divario di reddito tra Italia ed USA/UE si era stabilizzato. Tuttavia, a partire dall'anno 2001, "sia per l'effetto delle impostazioni di politiche economiche a seguito dell'11 settembre" che per la "caduta azionaria" di quell'anno, l'economia italiana è entrata in una fase di declino, fortemente accentuatosi con la crisi economica iniziata nel 2008. Tale tendenza si è poi invertita negli anni seguenti, in particolare a partire dal 2014.
Punti critici:
- una scarsa crescita del PIL con relativa stagnazione fino a fasi di recessione nel 2008 e nel biennio 2012-2013;
- uno squilibrio persistente nelle partite correnti, risultante in una bilancia dei pagamenti in deficit con l'estero da dopo il 2000 fino al 2013;
- dal 1996 un apprezzamento del tasso di cambio reale per riallineamento all'ECU europeo;
- una scarsa crescita della produttività;
- una bassa produttività del lavoro dovuta soprattutto ad un'alta burocratizzazione;[20]
- una perdita di competitività di prezzo delle aziende italiane nel mercato sempre più globalizzato ne ha diminuito drasticamente i profitti, comportando tagli negli investimenti;
- uno scarso, e decrescente, investimento in ricerca e sviluppo sia nel pubblico che nel privato[155];
- una forte precarizzazione del lavoro (legge Treu del 1997 e successiva legge Biagi del 2003);
- un moderato aumento dei salari;
- un lento, ma inesorabile processo di deindustrializzazione con fuga di capitali e aziende all'estero verso paesi a manodopera a basso costo e minor pressione fiscale (delocalizzazione) e vendita di marchi italiani ad aziende straniere[156][157][158][159].
- Invecchiamento medio della popolazione

### Alcuni indicatori del rallentamento
Si analizza la performance della crescita italiana in termini relativi paragonando l'economia italiana agli altri paesi occidentali, anch'essi interessati da un rallentamento economico.
- analizzando il reddito per persona in parità di potere d'acquisto (cioè corretto per le dinamiche demografiche, livello dei prezzi ed omogeneizzato nelle procedure di calcolo del reddito) emerge dal 1995 al 2004 un passaggio da un livello di reddito nei confronti dell'Europa dei 15 del 102,67% al 97,4% scendendo quindi sotto la media: un divario troppo pronunciato e in rapida ascesa per essere imputato a cause congiunturali. I dati sono confermati anche rispetto agli U.S.A. tenendo conto che il rapporto di reddito U.E./U.S.A. è rimasto pressoché invariato.
- analizzando l'andamento delle retribuzioni tra il 1998 ed il 2002, la stagnazione dell'economia viaggia di pari passo con la stagnazione dei salari reali (nei decenni precedenti invece le due dinamiche si alternavano) mentre dal 1999 in poi i prezzi iniziano a crescere più rapidamente dei salari nominali. Anche l'occupazione giovanile in Italia (15-24 anni) è diminuita: tra il 2000 ed il 2003 la flessione è dal 27,8% al 26,8%, mentre in Europa è aumentata dal 40,8% al 42,6%.
- vale inoltre il calo della dinamica della produttività e della competitività di prezzo (in corrispondenza con l'adozione di un cambio troppo forte) che è più accentuato rispetto agli altri Paesi europei (in parte questo vale a spiegare anche perché i salari non aumentano);
- si evidenzia la perdita della quota di mercato dell'export italiano: tra il 1996 ed il 2001 l'apprezzamento della lira ha colpito l'export italiano che passa dalla quota mondiale del 4,7% al 4,0%. Ha contribuito a questo calo anche la forza dell'euro sopravvalutato per l'economia Italiana (e per quelle del Sud Europa in generale) essendo di fatto "mediato" sulle economie dell'intero continente: non a caso nello stesso periodo la Francia passa del 5,7% al 5,3% e la Germania dal 9,7% al 9,2%. Francia e Germania (a differenza dell'Italia) si riprenderanno nel 2004, per poi tornare ad essere in difficoltà con la grave crisi dell'Eurozona nel 2011, anche se la Germania in maniera meno accentuata.[senza fonte]

Al 2023, rispetto al ventennio precedente, l'Italia è stato l'unico paese avanzato nel quale non è cresciuto il reddito disponibile misurato come reddito nazionale pro capite al netto dell'inflazione e a parità di potere d'acquisto.

### Analisi del vantaggio comparato italiano tra il 1970 ed il 2002
Il vantaggio comparato è la capacità di un sistema di produrre un determinato bene a prezzi relativamente minori rispetto a quelli affrontati per la produzione di altri beni: l'analisi dei vantaggi comparati di una data economia permette di conoscerne le peculiarità ed il tipo di specializzazione. L'Italia ha un vantaggio comparato nei settori tradizionali a bassa intensità di capitale umano mentre nei settori avanzati il vantaggio comparato è molto negativo.

### Cause del declino e possibili rimedi
Gli analisti individuano le seguenti cause del declino economico italiano:
- Cause interne
  - un rapporto debito/PIL troppo elevato e tra i più grandi al mondo (fino al rischio default come nel caso della crisi dei debiti sovrani), con grande spesa pubblica per interessi e dunque effetti negativi sulla pressione fiscale, il mancato finanziamento della spesa pubblica in deficit e la minor fiducia degli investitori nell'acquisizione di titoli di stato per il più alto spread; i rimedi proposti vanno da politiche economiche di tipo restrittivo (austerity) nel breve periodo a politiche di tipo espansivo nel medio-lungo periodo per ripagare il debito con la crescita tramite più alto gettito fiscale. Questa tesi è smentita da altri[163].
  - una spesa pubblica troppo elevata dovuta ad inefficienze e per la quale sarebbe utile una spending review[164], tesi smentita però da altri studi di settore[165];
  - fenomeni troppo accentuati di evasione fiscale, corruzione[166] e criminalità organizzata. Per questi fattori sono stati proposti un maggior recupero dell'evasione e controllo statale da parte degli organi preposti (Agenzia delle Entrate, magistratura, ecc.)
  - eccessiva pressione fiscale a livello statale/governativo che spinge il processo di deindustrializzazione/delocalizzazione con fuga di aziende e capitali all'estero e scoraggia gli investimenti in innovazione e sviluppo diminuendo al contempo l'offerta di lavoro e i consumi[167]. Per questa tesi sono state proposte riforme fiscali (es. flat tax, riduzione del cuneo fiscale ecc.) e un maggior recupero da evasione.
  - un assetto o tessuto produttivo debole in quanto incentrato in massima parte su piccole e medie imprese, spesso a conduzione familiare, anziché grandi aziende, in forte competizione tra loro e incapaci di reggere la competizione e la concorrenza sul piano internazionale dei mercati globalizzati sul fronte dell'innovazione e dei costi produttivi[168]. Per questa tesi sono state proposte fusioni tra aziende.
  - cattiva redistribuzione del reddito che sfavorisce i consumi anche a seguito della precarizzazione del mercato del lavoro. Una migliore redistribuzione del reddito attraverso relative politiche favorirebbe dunque una ripresa o crescita dei consumi.
  - un'eccessiva burocratizzazione a freno dell'industrializzazione, per la quale sarebbero utili misure di snellimento delle relative procedure amministrative (es. riforma della pubblica amministrazione)[169];
  - mancanza di una politica industriale adeguata da parte governativa negli ultimi due decenni, con scarso investimento in ricerca e sviluppo sia nel pubblico che nel privato e all'incapacità gestionale/amministrativa della classe dirigente/imprenditoriale italiana rispetto a quella di altri paesi esteri[156][157][158][159].
  - crescita economica frenata da troppi monopoli e lobby[170] con ridotta liberalizzazione del mercato.
  - un'eccessiva dipendenza da materie prime provenienti dall'estero in particolare nel settore dell'energia (dipendenza energetica) per il quale varrebbero riforme e politiche adeguate e mirate in ambito energetico[171];
  - una spesa per disastri naturali (terremoti, alluvioni, siccità ecc.) troppo elevata per la quale varrebbero politiche di messa in sicurezza del territorio dal rischio sismico, idrogeologico e vulcanico come prevenzione e abbattimento dei costi.[172]
  - ridotta meritocrazia rispetto ad ampi fenomeni di raccomandazione, clientelismo e nepotismo con influsso negativo sulla produttività e competitività del lavoro nonché fonte di degrado morale e ridotta mobilità sociale[173];
  - eccessiva opposizione e freno verso le riforme del mercato o legislazione del lavoro da parte dei sindacati dei lavoratori[174]; la tesi è rigettata dai sindacati stessi che difendono il loro operato in favore degli interessi dei lavoratori.
  - un percorso formativo scolastico/universitario non più adeguato ai tempi attuali ovvero non allineato ai processi evolutivi di forte trasformazione economico-produttiva in atto, ovvero disallineato con le richieste del mercato del lavoro.
  - la crisi della politica accentuatasi a partire dagli anni 2000 con l'incapacità di fronteggiare la grande recessione e i suddetti problemi fornendo risposte adeguate ed efficaci in tempi rapidi[175].
- Cause esterne
  - l'entrata nell'Unione economica e monetaria dell'Unione europea ovvero nella moneta unica con l'impossibilità di svalutare la moneta per favorire l'export come accadeva con la lira e a vincoli o restrizioni economihe in virtù di patti europei giudicati penalizzanti per la ricchezza nazionale[176]. I sostenitori di questa tesi propongono dunque l'uscita dall'euro. La tesi antieuropeista è però rigettata da altri economisti[177][178];
  - gli effetti della globalizzazione dei mercati e la mancanza di riforme adeguate per fronteggiare il cambiamento[179] (ad es. il costo del lavoro).
  - gli effetti globali della Grande recessione iniziata nel 2007.